# Xinjiang
Pour les articles homonymes, voir Xinjiang (homonymie).
Le Xinjiang (du chinois : 新疆 ; pinyin : Xīnjiāng ; Wade : Hsin-chiang ; EFEO : Hin-kiang ; litt. « nouvelles frontières »), ou Sin-kiang (translittéré en ouïghour en écriture arabe : شىنجاڭ translittération latine, Chinjang), officiellement la région autonome ouïghoure du Xinjiang, est une des cinq régions autonomes de la république populaire de Chine.
Situé à son extrême ouest, il s'étend sur 1 660 001 km2 et occupe un sixième du territoire chinois. Cette région était également connue pour sa partie Nord appelée Dzoungarie, un des khanats de ce que les Occidentaux dénommaient la Tartarie chinoise, puis vers la fin du XIXe siècle, sous le nom de Turkestan oriental. Le Xinjiang possède une frontière commune avec huit pays : la Mongolie, la Russie, le Kazakhstan, le Kirghizistan, le Tadjikistan, l'Afghanistan, le Pakistan, et l'Inde. Sa capitale est Ürümqi (Ouroumtsi). Il abrite un certain nombre de groupes ethniques, dont les Ouïghours, les Kazakhs, les Kirghizes, les Han, les Tibétains, les Hui, les Tadjiks, les Mongols, les Russes et les Xibe. Le Xinjiang, divisé en plus d'une douzaine de préfectures autonomes, est traversé par une chaîne de montagnes en deux parties : le bassin Dzoungarien au Nord et le bassin du Tarim au Sud. Seuls 9,7 % environ de la superficie du Xinjiang sont habitables.
Une succession de peuples et d'empires ont rivalisé pour le contrôle de tout ou partie de ce territoire, qui a une histoire documentée d'au moins 2 500 ans. Partie du territoire de différentes dynasties chinoises à commencer par la dynastie Han à partir du IIe siècle av. J.-C. sous le nom de protectorat des Régions de l'Ouest, elle fait partie des territoires chinois sur une partie de son histoire depuis, Liang antérieur au IVe siècle Protectorat général pour pacifier l'Ouest (640-790). Avec quelques exceptions notables, comme le contrôle par l'empire kouchan (Ier siècle av. J.-C. - IIIe siècle), le contrôle d'une partie du Nord par le Royaume ouïghour de Qocho (843-920) et par les Kara-Khitans (1132-1209) et le Khanat dzoungar (1634–1756). À la fin de la guerre Dzoungar-Qing, le territoire est passé sous la domination de la dynastie Qing au XVIIIe siècle, remplacée en 1912 par le gouvernement de la république de Chine. 
Pendant les années 1930 et 1940, deux républiques indépendantes du Turkestan oriental ont vu successivement le jour à Kashgar (en 1933) et à Ili (en 1944) lors de tentatives visant à résister à la domination chinoise. Aucune de ces deux républiques n’est parvenue à s’installer durablement mais elles sont restées des sources d’inspiration pour l’opposition nationaliste depuis 1949, particulièrement chez certains Ouïghours.
À la fin de la guerre civile chinoise, en 1949, il fait partie de la république populaire de Chine. En 1954, la société de production et de construction du Xinjiang ou Xinjiang Bingtuan a été créé pour renforcer la défense des frontières contre l'Union soviétique et promouvoir l'économie locale. En 1955, le Xinjiang a été administrativement transformé d'une province en une région autonome. Au cours des dernières décennies, d'abondantes réserves de pétrole et de minéraux ont été découvertes dans le Xinjiang, qui est actuellement la plus grande région productrice de gaz naturel de Chine. Des années 1990 aux années 2010, le mouvement pour l'indépendance du Turkestan oriental, le conflit séparatiste et l'influence de l'islam radical ont entraîné des troubles dans la région,  dont plusieurs attaques terroristes (en), ainsi que quelques affrontements entre forces séparatistes et armée gouvernementale,.

## Signification deXinjiang
Xinjiang (新, xīn, « nouveau » et 疆, jiāng, « frontière, territoire limitrophe ») signifie littéralement « la nouvelle région frontière ». Ce nom fut donné à cette région vers 1760, lors de sa conquête par les Mandchous de la dynastie Qing, lorsque l'empereur Qianlong décide de placer la culture ouïghoure sous sa protection personnelle, à la fin de la guerre Dzoungar-Qing (1687-1758), opposant les Mandchous et Mongols orientaux au khanat mongol dzoungar qui la contrôlaient alors.
En 1884, la région devient la province du Xinjiang, statut qu'elle garde sous la république de Chine (1912-1949) et au début de la république populaire de Chine. En 1955, elle prend le statut actuel de région autonome ouïgoure du Xinjiang.

## Géographie

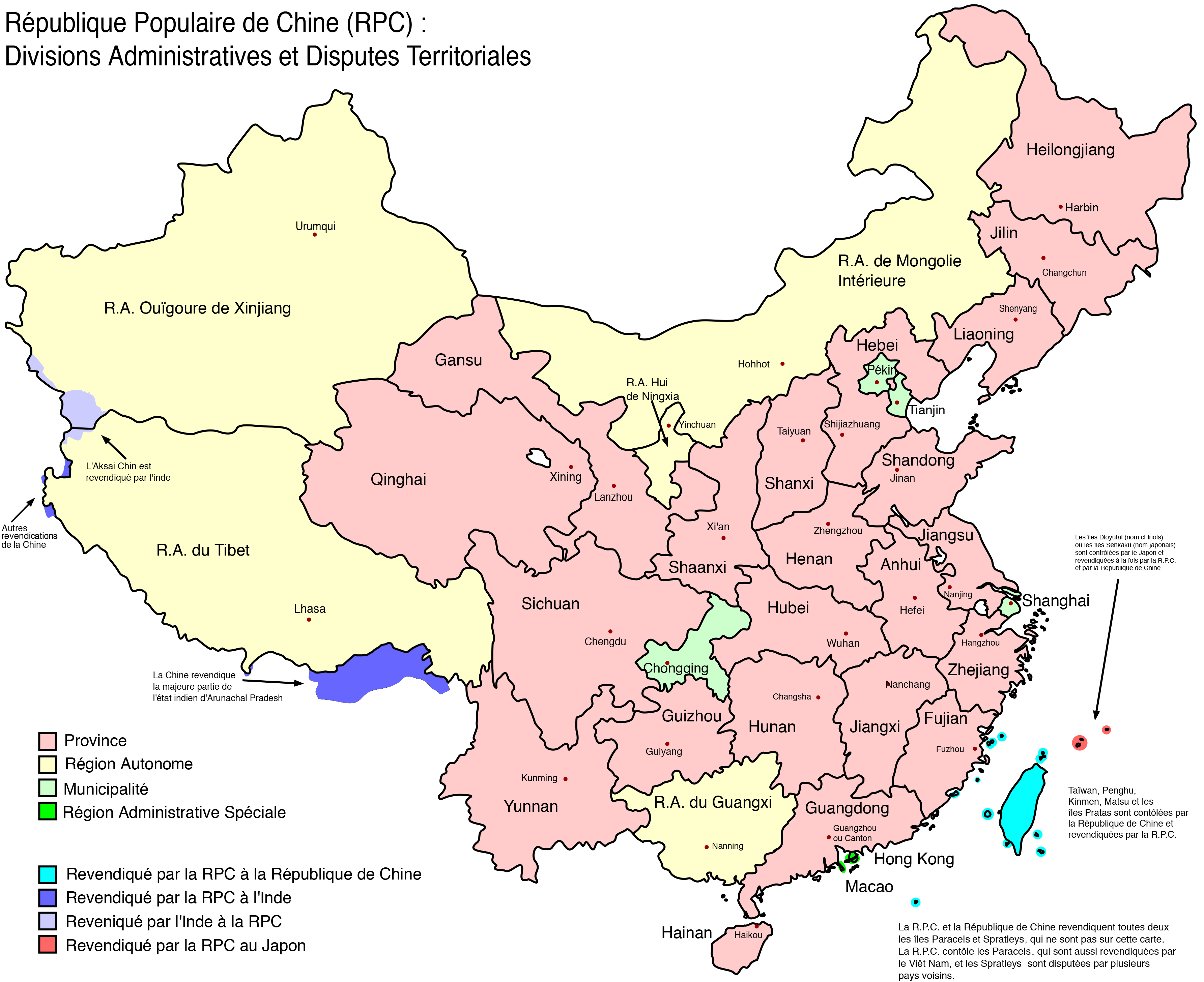
Divisions administratives et disputes territoriales de la république populaire de Chine.

Le Xinjiang est la plus grande région de Chine. Sa capitale est Ürümqi (Ouroumtsi), située au nord de la région, sur l'ancienne route de la soie.
La situation géographique du Xinjiang en fait une région stratégique pour Pékin. Les 5 300 km de frontières extérieures du Xinjiang sont communes avec huit pays : la Mongolie au nord-est, la Russie au nord, le Kazakhstan et le Kirghizistan au nord-ouest, le Tadjikistan, l'Afghanistan, le Pakistan et la partie du Cachemire contrôlée par l'Inde à l'ouest. Le Xinjiang est limitrophe avec trois régions chinoises : le Tibet au sud, le Qinghai et le Gansu au sud-est.
D'une superficie de 1,66 million de km2, sa moitié sud inclut le désert du Taklamakan, un des plus importants du monde, ainsi que le désert de Dzoosotoyn Elisen. On estime qu'une superficie de 28 000 km2 de désert s'est formée autour du bassin du Tarim au cours des 2 000 dernières années. Mais surtout 9 000 au cours du seul XXe siècle, et si l'eau de la Keriya coulait jusqu'à 240 km dans le désert en 1950 elle ne s'écoulait plus qu'à 115 km dans les années 1980 et ce phénomène ne cesse de s'amplifier : coupes de bois (surtout le peuplier passé de 580 000 ha. en 1958 à 280 000 en 1979), mauvaise pratique de l'irrigation, surtout en amont à Yutian (Keriya), et mauvaise gestion de l'eau, tandis que la population y augmente…
La dépression de Tourfan abrite le point le plus bas de la Chine à 155 mètres sous le niveau de la mer. À sa frontière avec le Pakistan se trouve le K2, second point le plus élevé du globe à 8 611 mètres. Géologiquement jeune, cette région est une zone sismique de forte intensité.

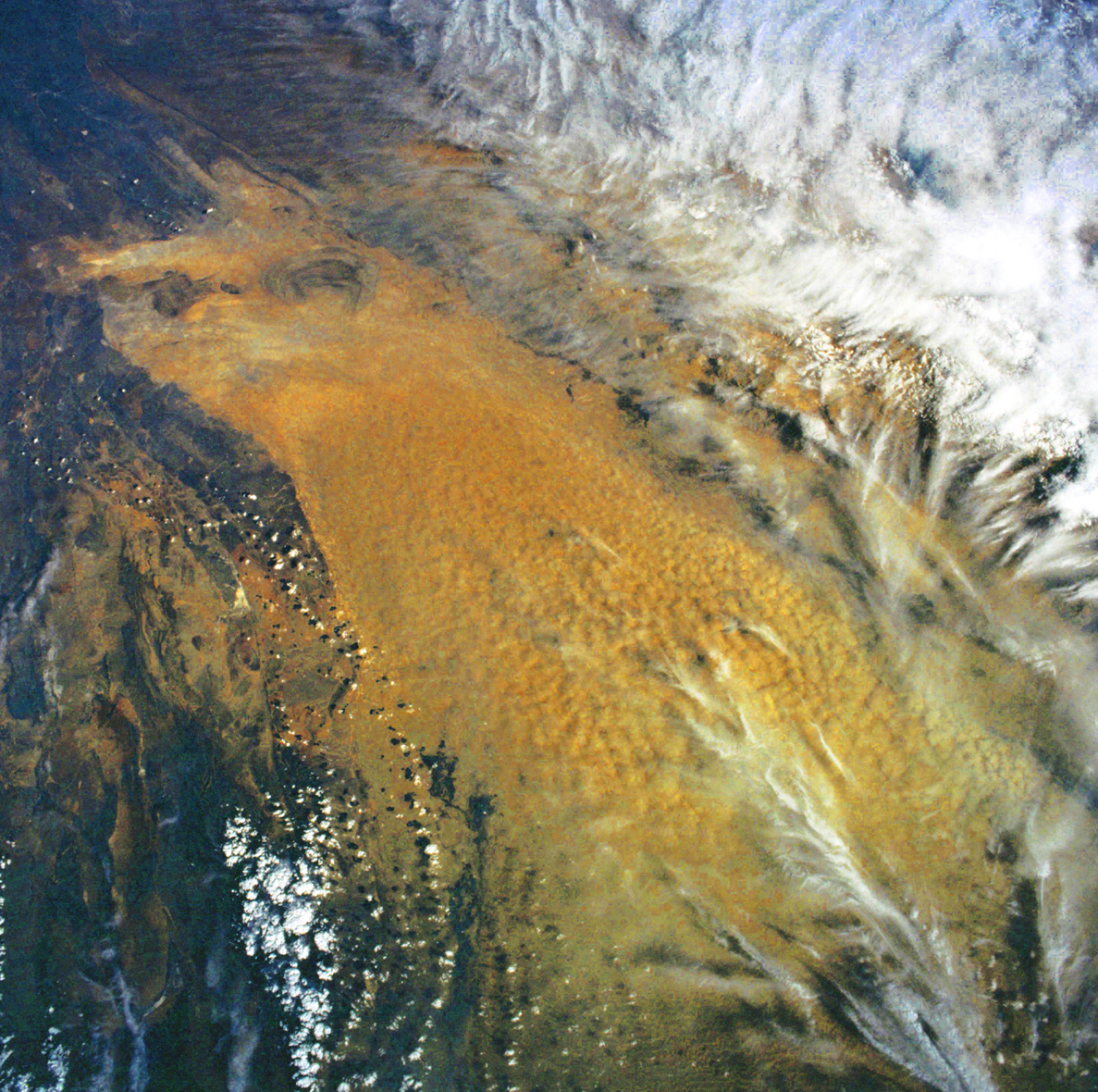
Image satellite du Lob Nor, un marécage salé.
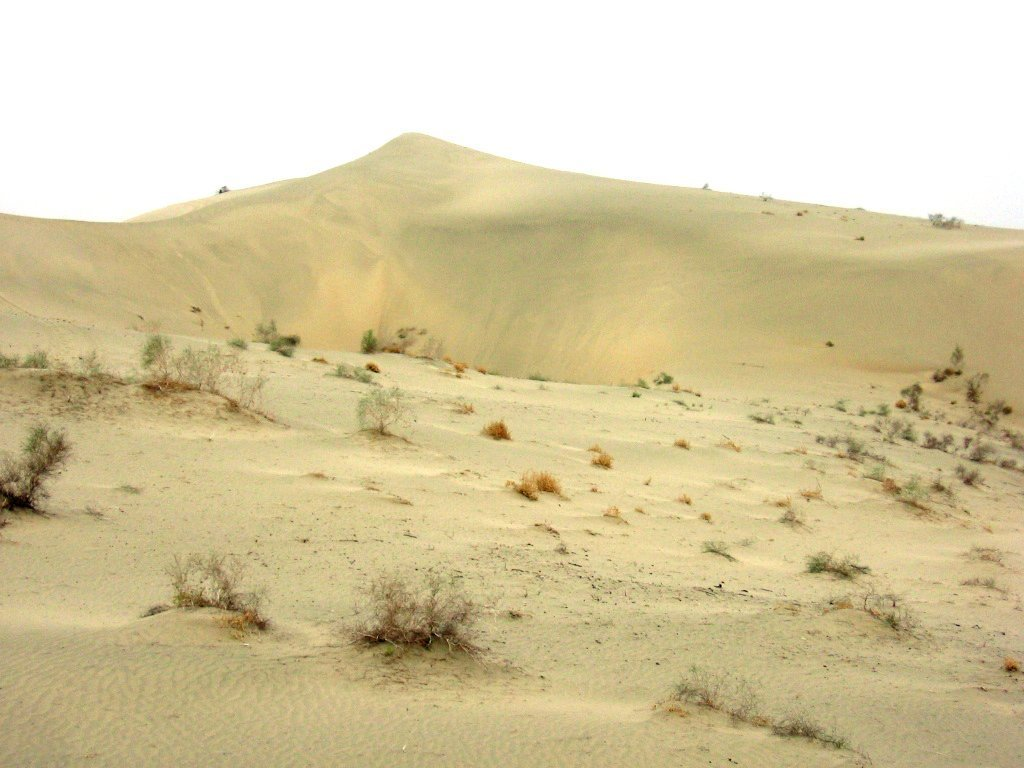
Le désert du Taklamakan.
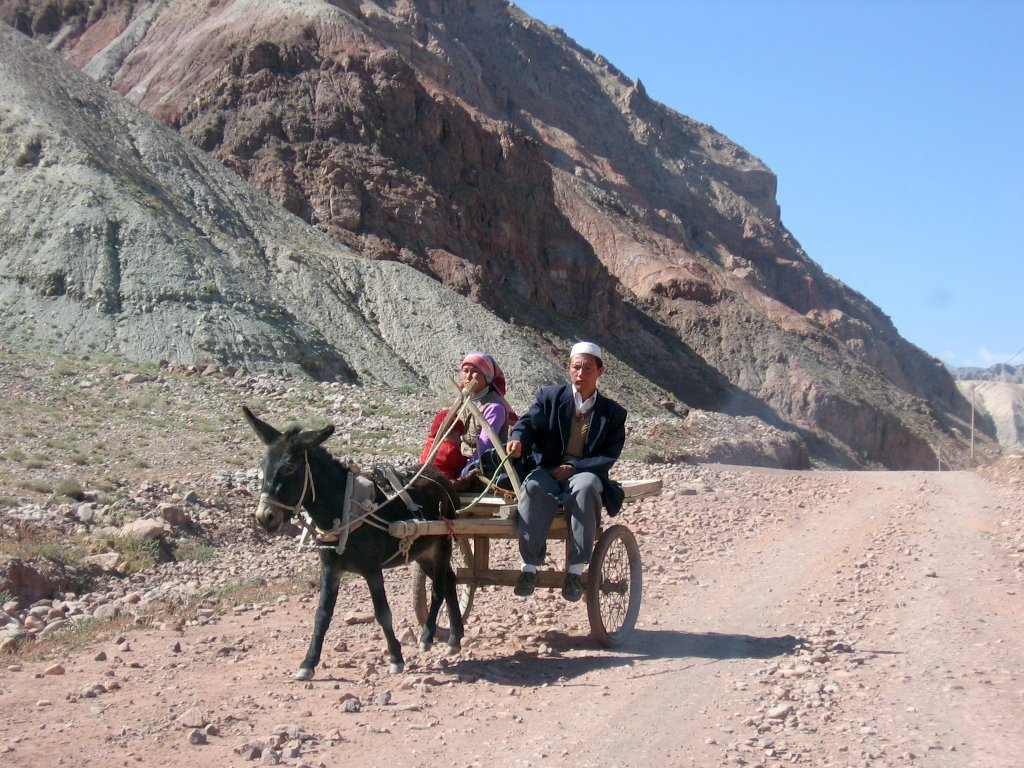
Près de la route du Karakorum.
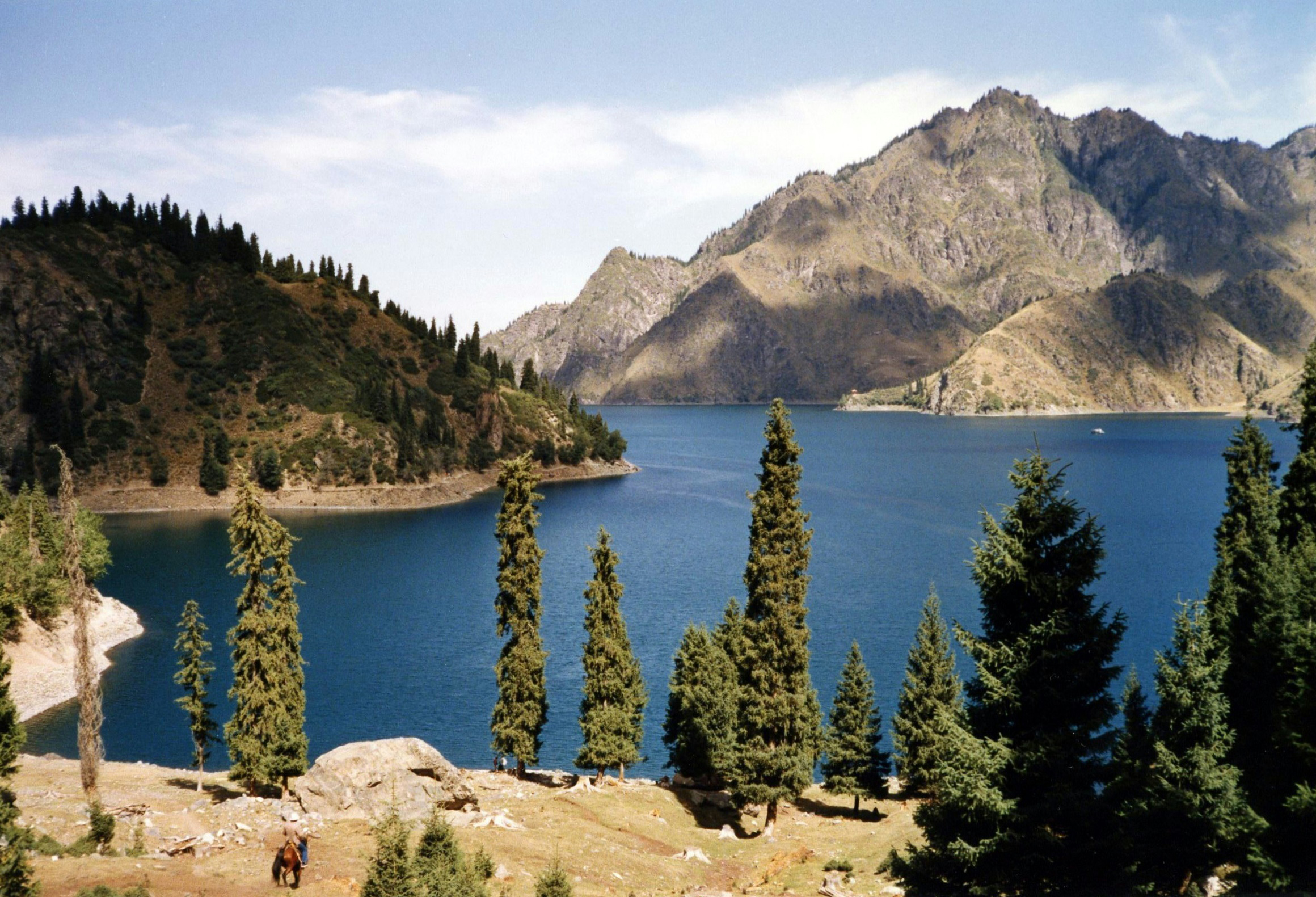
Lac Tianchi.
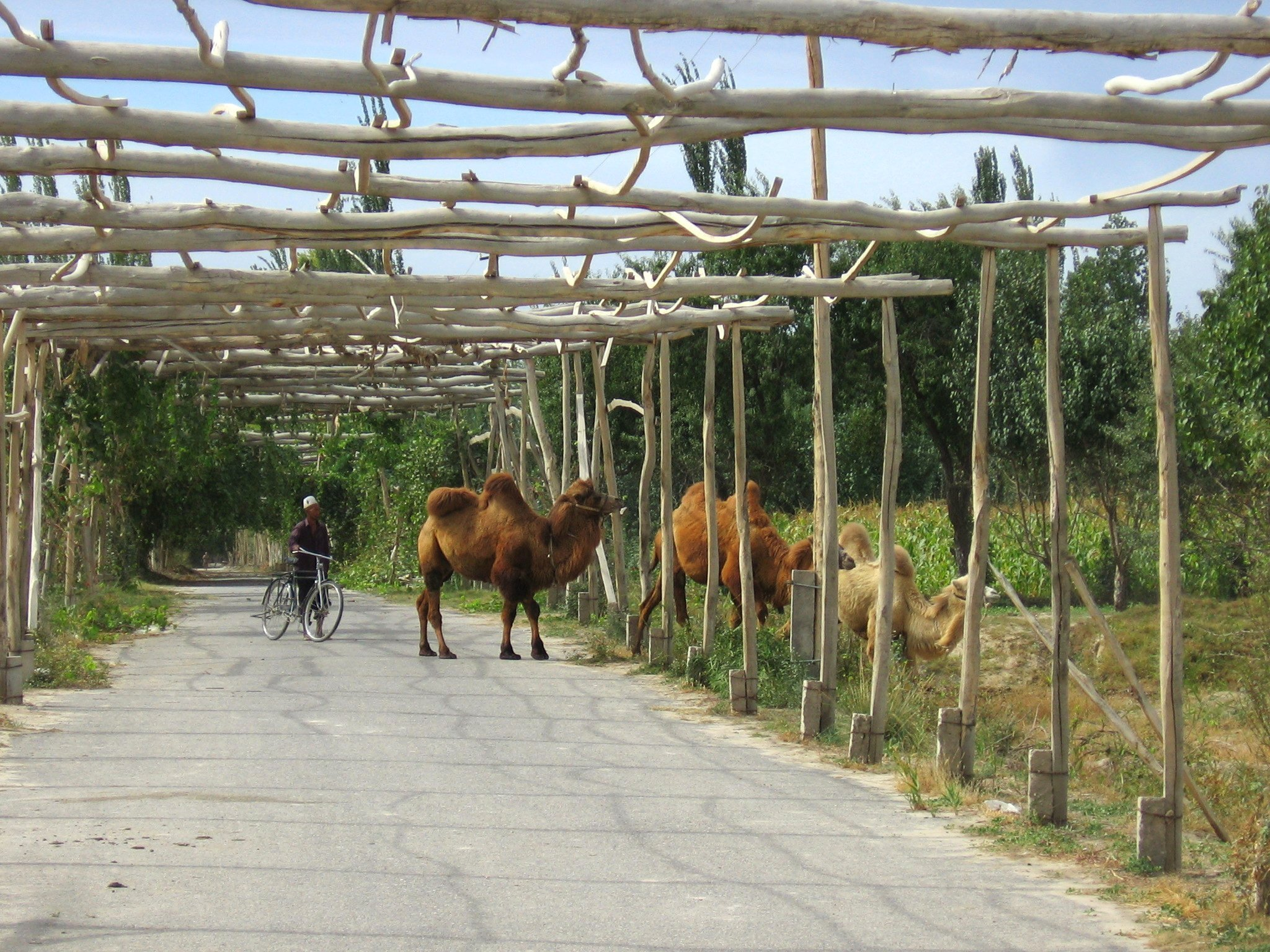
Des chameaux près de Yarkand.
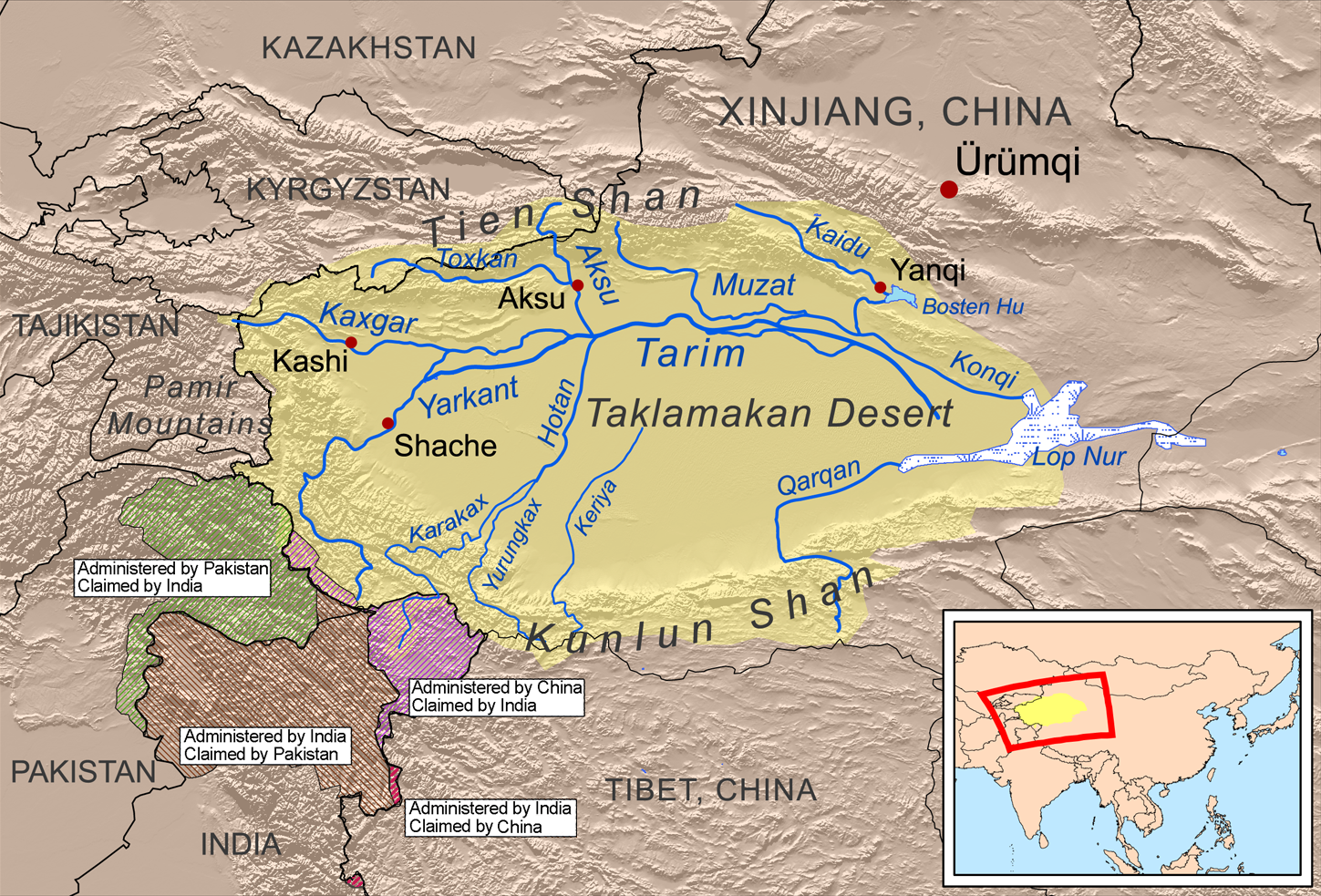
Le bassin du fleuve Tarim, au sein du désert du Taklamakan et dans son voisinage géopolitique.

Le Xinjiang administre la région d'Aksai Chin, une région revendiquée par l'Inde comme une partie du Jammu-et-Cachemire.
Il est divisé en deux bassins par le Tian Shan, celui de Dzoungarie (Djoungarie) dans le nord et Tarim dans le sud.
Le point le plus bas est 155 m sous le niveau de la mer et le plus haut sommet est à 8 611 m sur la frontière avec le Cachemire.
Plusieurs fleuves le traversent, comme le Tarim, mais aussi le cours supérieur de l'Irtych.
Les montagnes du Tian Shan forment la frontière avec le Kirghizistan au col de Torougart (3 752 m) et au col d'Irkeshtam (environ 2 850 m), qui permet de relier ensuite la vallée du Vakhch. La route du Karakorum (KKH) relie Islamabad (Pakistan) à Kachgar par le col de Khunjerab (4 693 m).

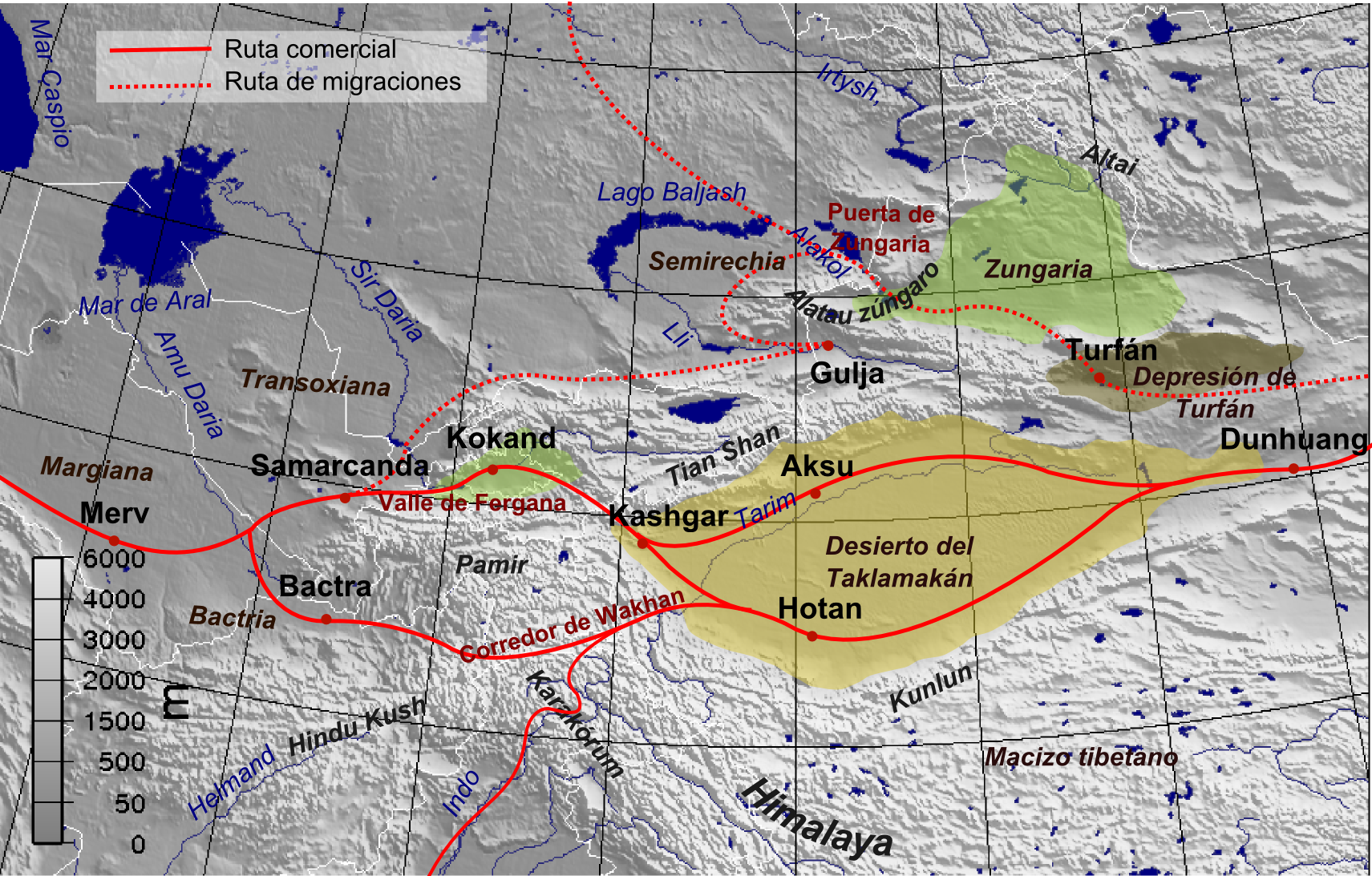
Les routes de la soie et la région géographique du Xinjiang (Aksu : lire Aksou).

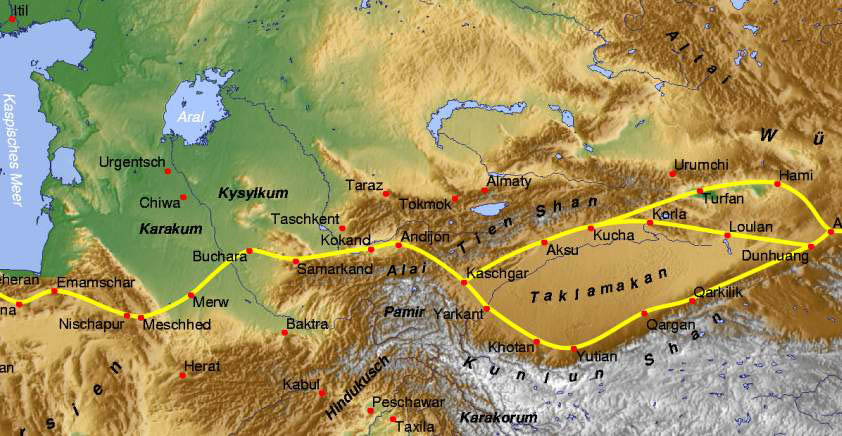
Les routes de la soie et la région géographique du Xinjiang.

## Histoire

### Histoire ancienne et art ancien
Habité par les Xiongnu (Huns), Tokhariens, et différentes autres populations, elle devient un territoire dominé par les Han dès l'antiquité sous différentes entités, Xiyu (89 av JC - 328, au sein du royaume de Wei), Liang antérieur (304–439), Protectorat général pour pacifier l'Ouest (640-790).
Les Ouïghours, alliés de longue date de l'Empire chinois de la dynastie Tang, contre l'Empire tibétain, y trouvent en partie refuge, à la chute de leur Khaganat (744–848), centré sur l'actuelle Mongolie, dont ils sont chassés par les Kirghiz. Une autre partie, les Ouïgours de Ganzhou, trouve refuges dans les territoires de la [[]]. Ils sont alors majoritairement de religion manichéiste et bouddhiste. Les ouïghours de Tourfan se font islamisé lors d'invasions de la région et leur domination par Kara-Khitans. À la fin du Khanat de Djaghataï (1220 – 1334), elle devient en grande partie le Mogholistan oriental.
Au XVIIe siècle elle est appelée Dzoungarie du nom des peuples mongols qui la contrôle, puis est appelée Xinjiang lorsque les Mandchous font la conquête de la région à la fin de la guerre Dzoungar-Qing (1687 — 1757).
Au XIXe siècle, les occidentaux donnent le nom de Turkestan oriental, Turkestan chinois à la région, qui la dénomaient auparavant Tartarie chinoise, terme également utilisé pour dénommer la Mongolie, Mongolie-Intérieure, Mandchourie, ou Dzoungarie. Elle est plus rarement appelée Asie centrale orientale.
Ces appellations sont encore parfois utilisées, notamment l'appellation Turkestan oriental par les indépendantistes, mais le gouvernement chinois les rejette.
Sa situation géographique en Asie centrale faisant du Turkestan oriental une zone de passage, de nombreuses ethnies y cohabitent, à la suite des diverses vagues de colonisation qui se sont succédé : populations de langues indo-européennes (Tokhariens et Sakas, ces derniers étant de langue iranienne) originellement nomades et qui se sont sédentarisées dans cette région, puis populations xiongnu, proto-turques, turques et enfin de langues proto-mongoles.

#### Préhistoire
- Néolithique et âge du bronze.

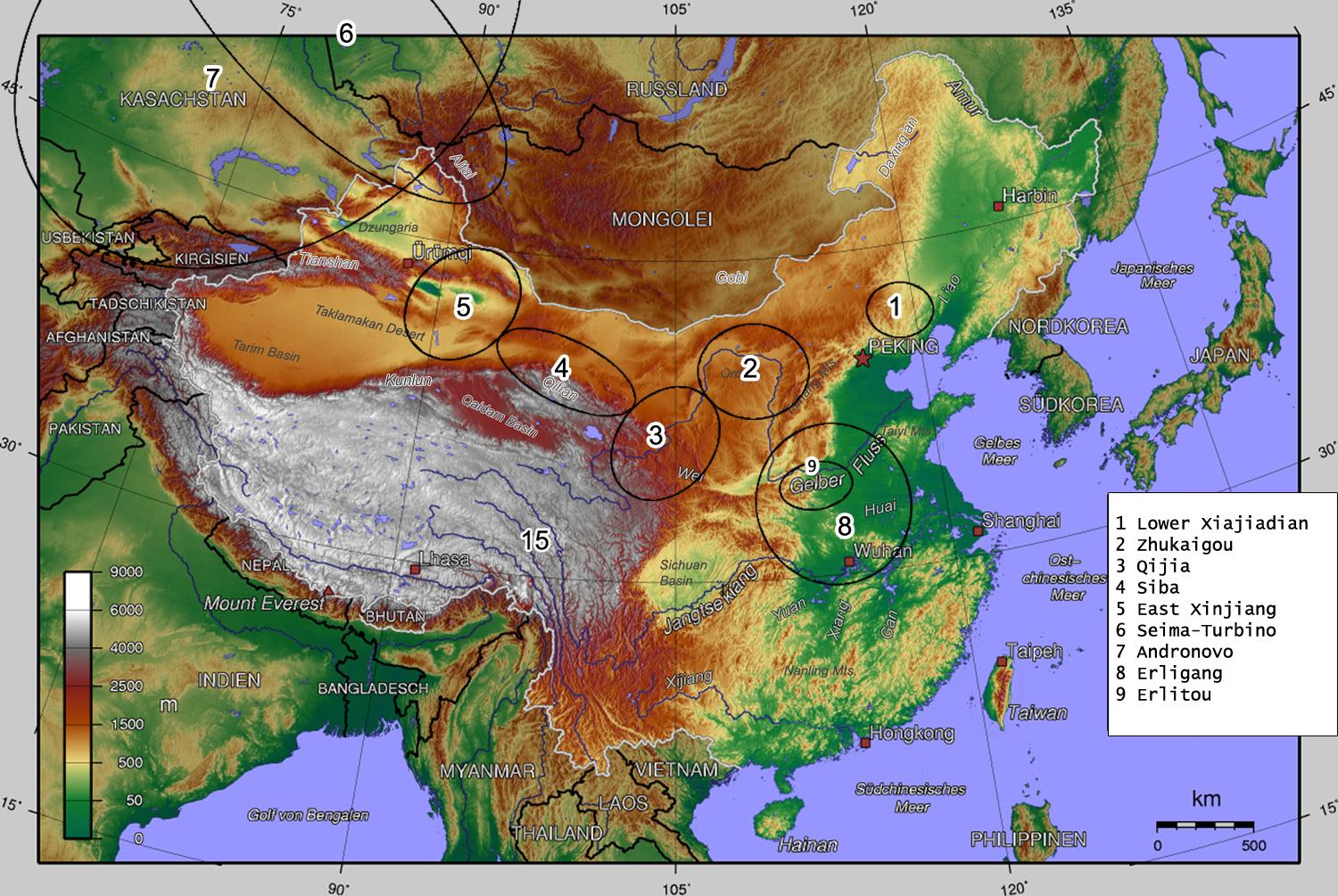
Du Néolithique à l'âge du bronze en Chine du Nord et dans les steppes de l'Asie Centrale.

La région autonome Ouigour du Xinjiang, au nord-ouest de la Chine actuelle, géographiquement et démographiquement appartient à la partie est de l'Asie centrale, elle n'est séparée de l'Asie centrale de l'ouest que par le Pamir et l'Hindu Kush. Des témoins archéologiques nombreux et convergents, dont les célèbres momies du Tarim, indiquent la présence de populations de type européen dans les cimetières à l'ouest du Lob Nor, à Qäwrighul, datés par radiocarbone, et la plupart d'entre eux sont concentrés entre 2100-1500 AEC. De nombreuses similitudes les rapprochent de la culture de Siba (1900-1500 AEC) au Gansu, dans le corridor du Hexi. Cependant ils s'en distinguent d'abord par leur plus grande ancienneté. D'autre part la conservation des corps et des matières végétales a permis d'identifier que ces populations étaient vêtues de tissus d'origine végétale ou animale (laine) et de coiffes de feutre. Les offrandes funéraires comportaient du blé (qu'ils cultivaient) et des ossements de moutons ou chèvres, de bœufs, de chameaux, de daims et de mouflons ainsi que certains oiseaux, ces animaux étant élevés ou chassés, à proximité des rivières dans lesquelles la pêche était pratiquée. Les objets métalliques découverts dans ces dépôts funéraires sont rares mais comptent des objets de cuivre pur, tandis que certaines marques sur des objets de bois indiquent aux archéologues qui ont fait les fouilles que ceux-ci ont été travaillés avec des herminettes de bronze.
Un site semblable, un cimetière aussi, a été découvert près de la rivière Tieban, à proximité du Lob Nor, qui a révélé le corps momifié d'une femme, daté par radiocarbone de 3 800 ans (vers 1800 AEC). Son corps était recouvert d'un tissu. Comme les dépôts funéraires ne contiennent aucun fragment de céramique il est difficile de montrer les liens qui unissaient ces deux populations du Lob Nor. Cependant l'apparence physique des corps est de type européen, mais aucun savant ne conteste leur affiliation avec l'ensemble des populations steppiques : culture d'Afanasievo (3300/3200-2600/2400) (troisième/second millénaire avant notre ère) et Andronovo (second millénaire avant notre ère) que l'on trouve dans les steppes de l'est du Kazakhstan et du sud-ouest de la Sibérie. Certains objets et les animaux de Qäwrighul présentent des caractéristiques propres à la culture d'Afanasievo, il en est de même des détails vestimentaires et objets métalliques et de la structure des cimetières. Tout ceci confirme l'apport des cultures d'Asie centrale à la Chine, par le site de Tianshanbeilu, lui aussi à l'est du Xinjiang, et par le corridor de Hexi, dans les cultures de Siba et Qijia : en particulier la pratique du bronze et l'agriculture du blé qui étaient inconnues en Chine d'alors.

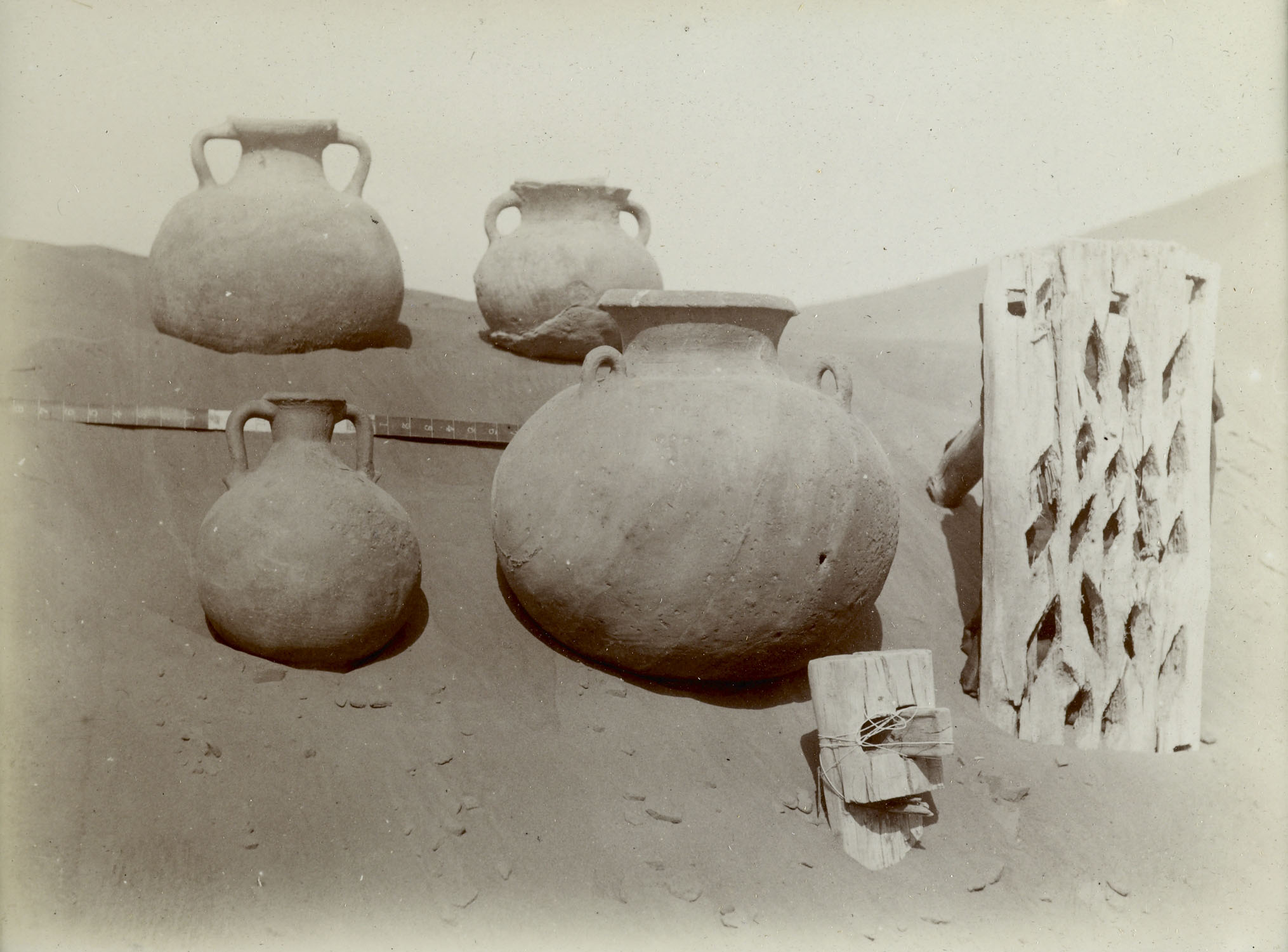
Jarres et bois travaillé. Antique cité de Karadong Ve siècle - IIIe siècle avant notre ère. Taklamakan, ancienne vallée de la Keriya. Photo Aurel Stein 1906, International Dunhuang Project.

Différentes études de paléogénétique ont confirmé que les populations de la culture d'Afanasievo possèdent des génomes remarquablement identiques à ceux de la culture Yamna, contemporaine dans la steppe européenne à plusieurs milliers de kilomètres de là. Ces résultats suggèrent que la culture d'Afanasievo est directement issue d'une migration d'un groupe de la culture de Yamna, sans intermédiaire et sans aucun mélange avec d'autres populations,,. Dans l'ensemble, les populations du Xinjiang de l'âge du bronze présentent une grande diversité et des affinités génétiques régionales avec les populations des steppes et du nord-est de l'Asie, ainsi qu'une connexion sibérienne ancienne et profonde pour les individus Xiaohe du bassin du Tarim. Outre le lien avec la culture Afanasievo, les études archéologiques ont révélé des liens avec la culture Chemurchek (~ 2750 à 1900 avant notre ère) présentes dans les montagnes de l'Altaï. Il existe alors une connexion centre-ouest asiatique avec le Xinjiang par le couloir montagneux d'Asie intérieure, qui a probablement introduit des plantes importantes pour l'agriculture, telles que le blé et l'orge, et une connexion est-asiatique par le corridor du Hexi, qui a introduit le millet dans le Xinjiang. La métallurgie a également traversé le Xinjiang depuis l'Asie centrale vers l'Asie de l'est. Les populations de l'âge du bronze dans l'est du Xinjiang partagent un lien culturel avec les Asiatiques de l'est de la région du Gansu et du Qinghai (Gan-Qing) dans le nord de la Chine.
- Âge du fer

À l'âge du fer (IA; ~ 1100 à 200 avant notre ère), les mélanges liés aux steppes et au nord-est de l'Asie s'intensifient, les populations du nord et de l'est du Xinjiang montrant plus d'affinité avec les populations du nord-est de l'Asie et celles du sud du Xinjiang montrant plus d'affinité avec les asiatiques centraux. Pendant cette période, des groupes nomades de la steppe eurasienne affectent différentes régions du Xinjiang. Un de ces groupes sont les Scythes, une confédération de plusieurs populations, telles que les Tagar, Pazyryk ou les Sakas. Dans la région, les premiers objets de fer apparaissent vers 1100 av. J.-C. Ils sont associés à ces nomades des steppes que sont les Sakas ou les Scythes.
Les caractéristiques régionales de certaines populations du Xinjiang, en particulier la différenciation entre le sud-ouest et le nord-est du Xinjiang, suggèrent que l'âge du fer est une période très interactive. À partir de 200 avant notre ère, la route de la soie passant par le Xinjiang devient influente et facilite les migrations de population à travers l'Eurasie.

#### Art ancien du Xinjiang

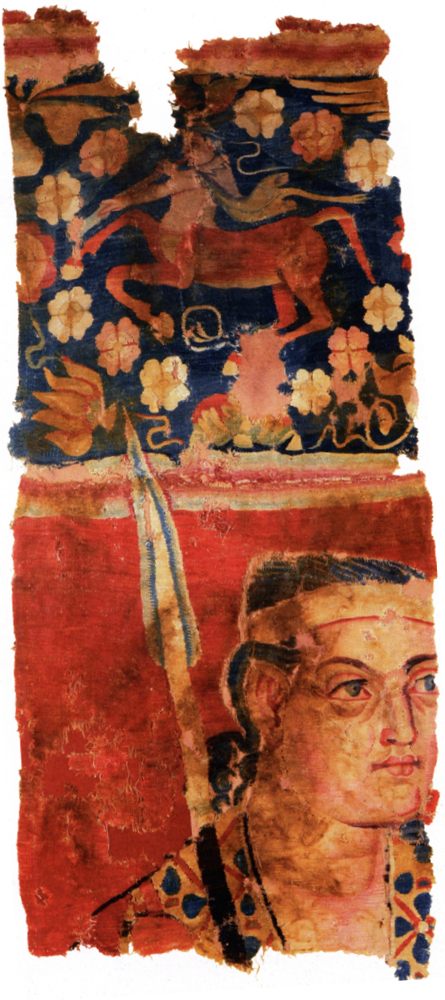
Tapisserie en laine ornée d'un centaure dans sa partie supérieure, 116 × 48 cm. Asie centrale IIe siècle av. J.-C. - IIIe siècle apr. J.-C. Mise au jour : Xinjiang. Musée de la Région autonome ouïghoure du Xinjiang, Ürümqi[19].
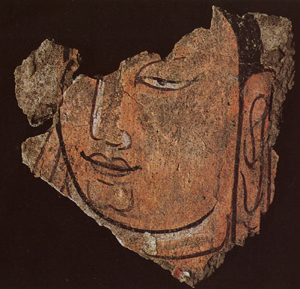
Détail d'une tête du Bouddha 21B. Registre haut du sanctuaire B en bois et enduits peints, vallée de la Keriya. Début du IIIe siècle. Musée provincial, Ürümqi.
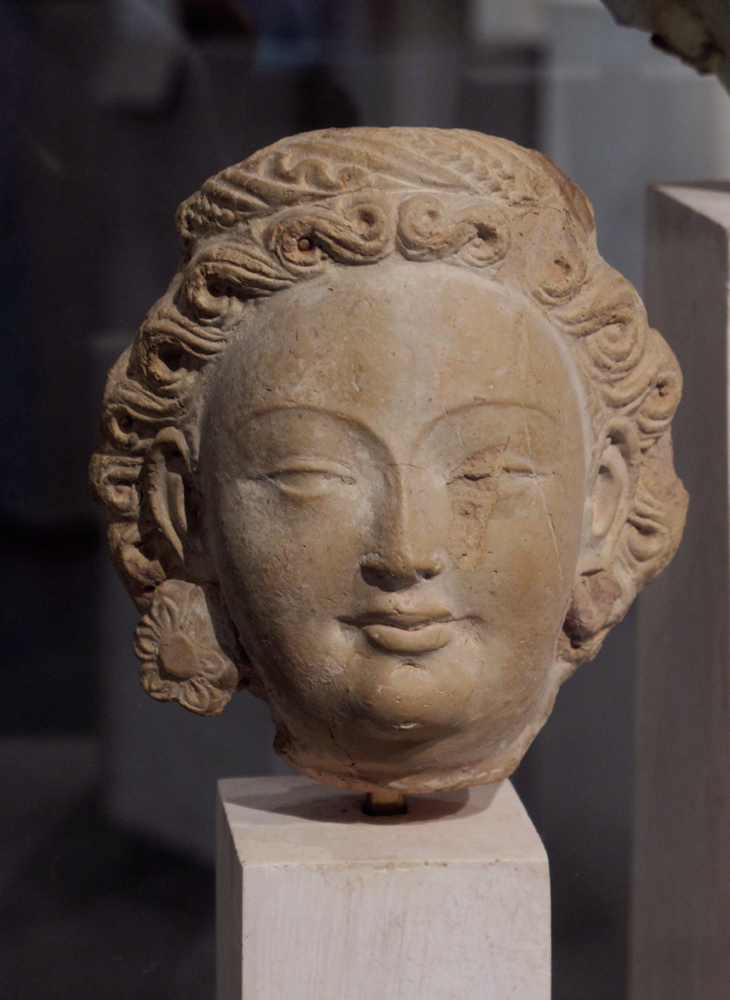
Bodhisattva ou devata à boucle d'oreille. Art gréco-bouddhique. Tumshuq à Toqquz-saraï, (Kachgar), IVe siècle - Ve siècle. Terre séchée. Musée national des Arts asiatiques - Guimet.
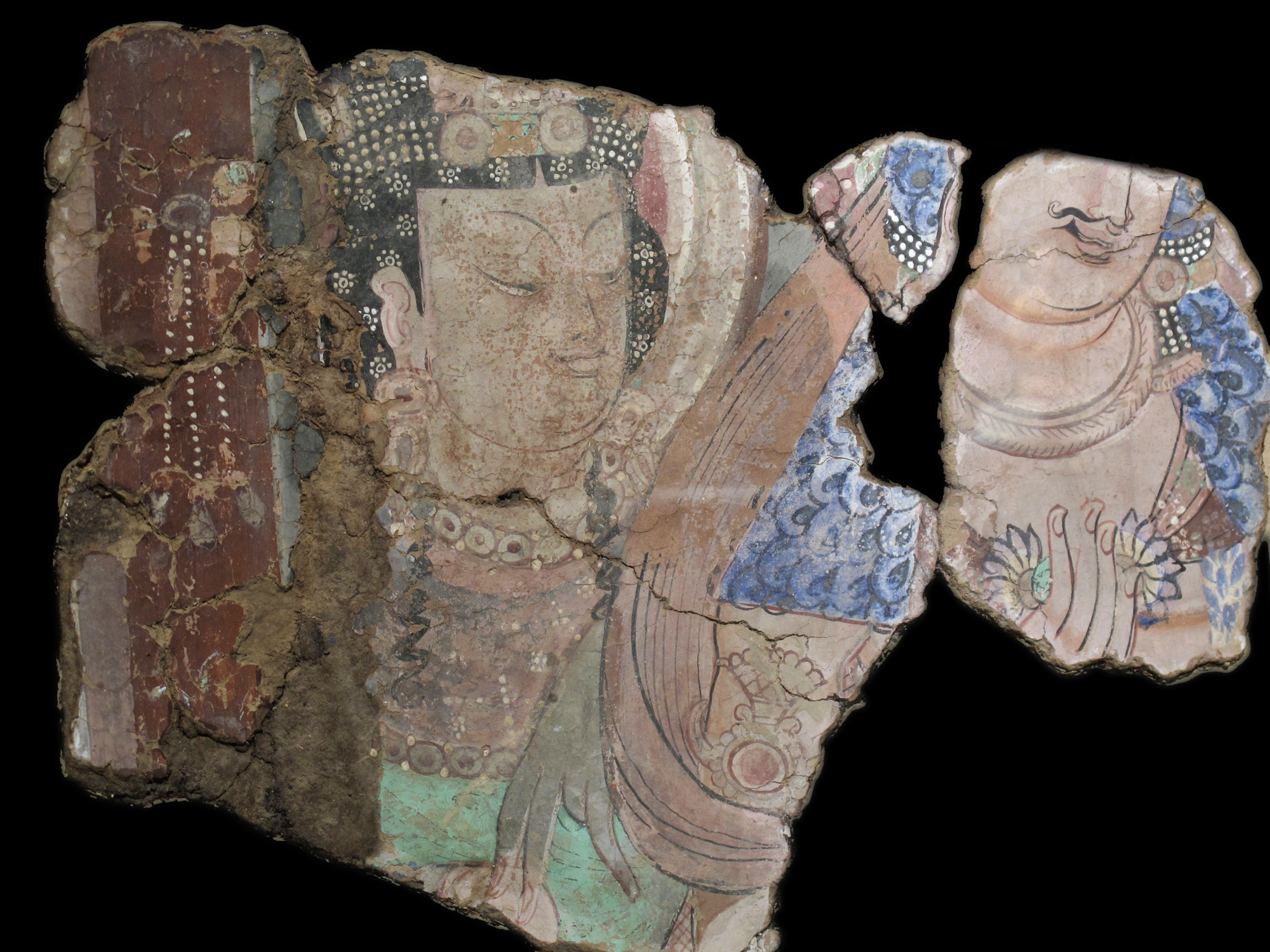
Couple richement paré. Scène de la prédication du Bouddha. Kucha, Duldur-āqur, sanctuaire du nord-est. Xinjiang. Peinture murale, début du VIe siècle. Musée national des Arts asiatiques - Guimet, Paris.
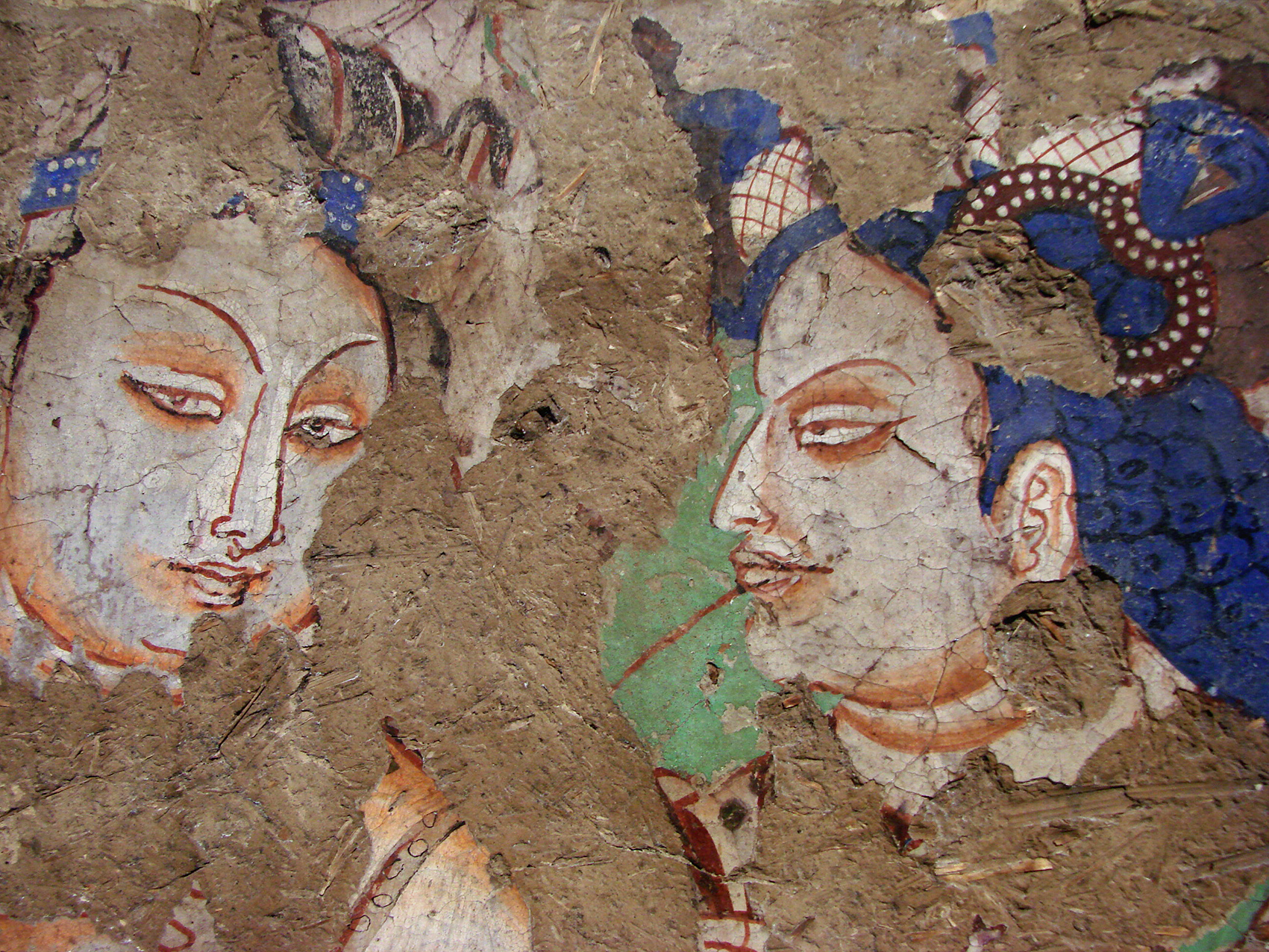
Orants écoutant une prédication du Bouddha. Peinture murale, provenant de Kucha. Fin VIe siècle - début VIIe siècle. Musée national des Arts asiatiques - Guimet.
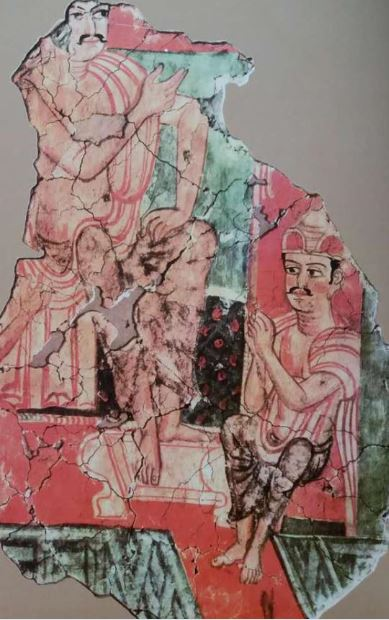
Peinture de l'ancien stūpa. Couleurs sur enduit. Miran.
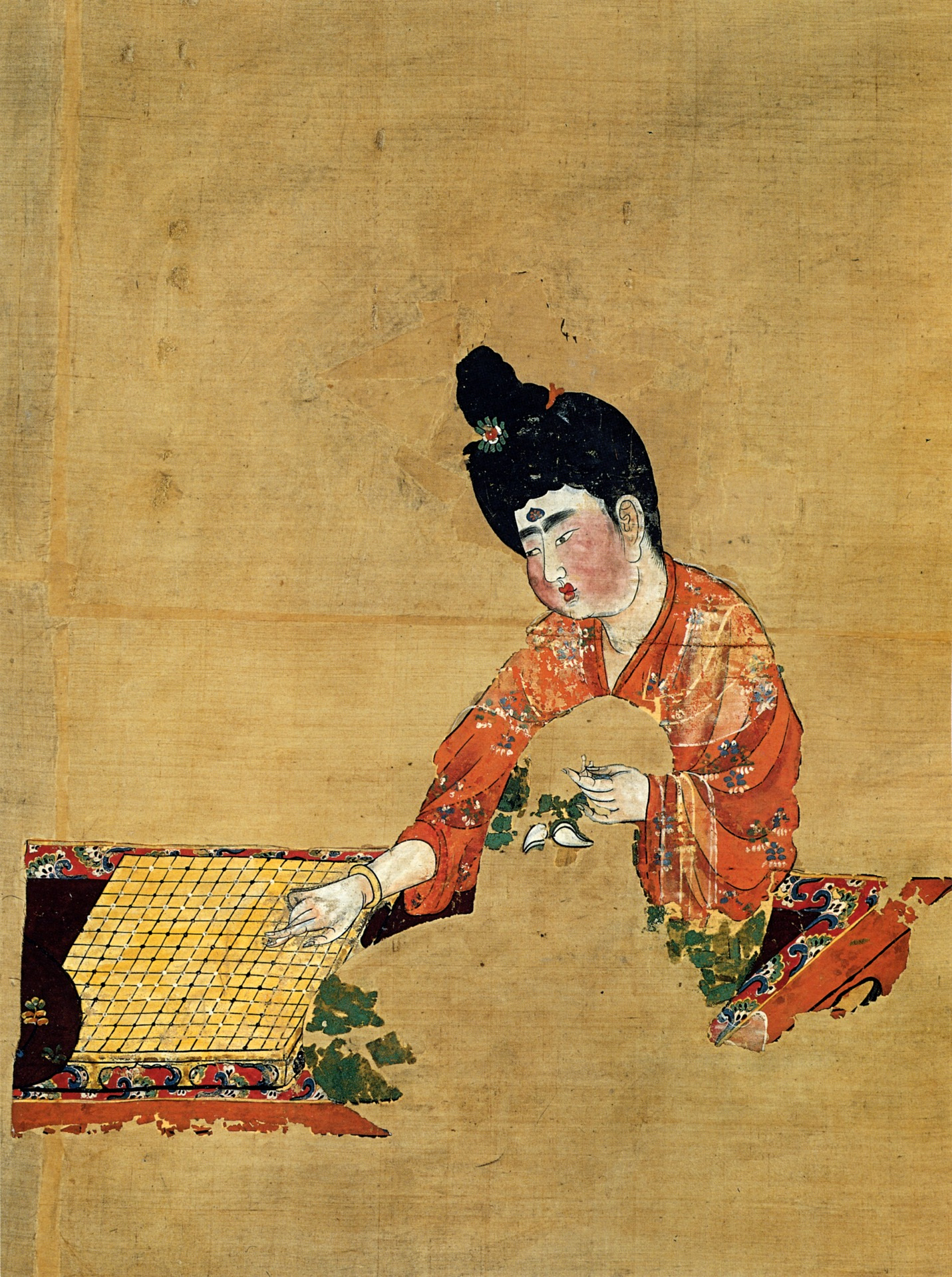
Femme jouant au jeu de go Section d'un paravent, tombe 187 d'Astana. Tourfan. H.: 63 cm. Encre et couleurs sur soie, VIIIe siècle Dynastie Tang. Musée provincial, Ürümqi.
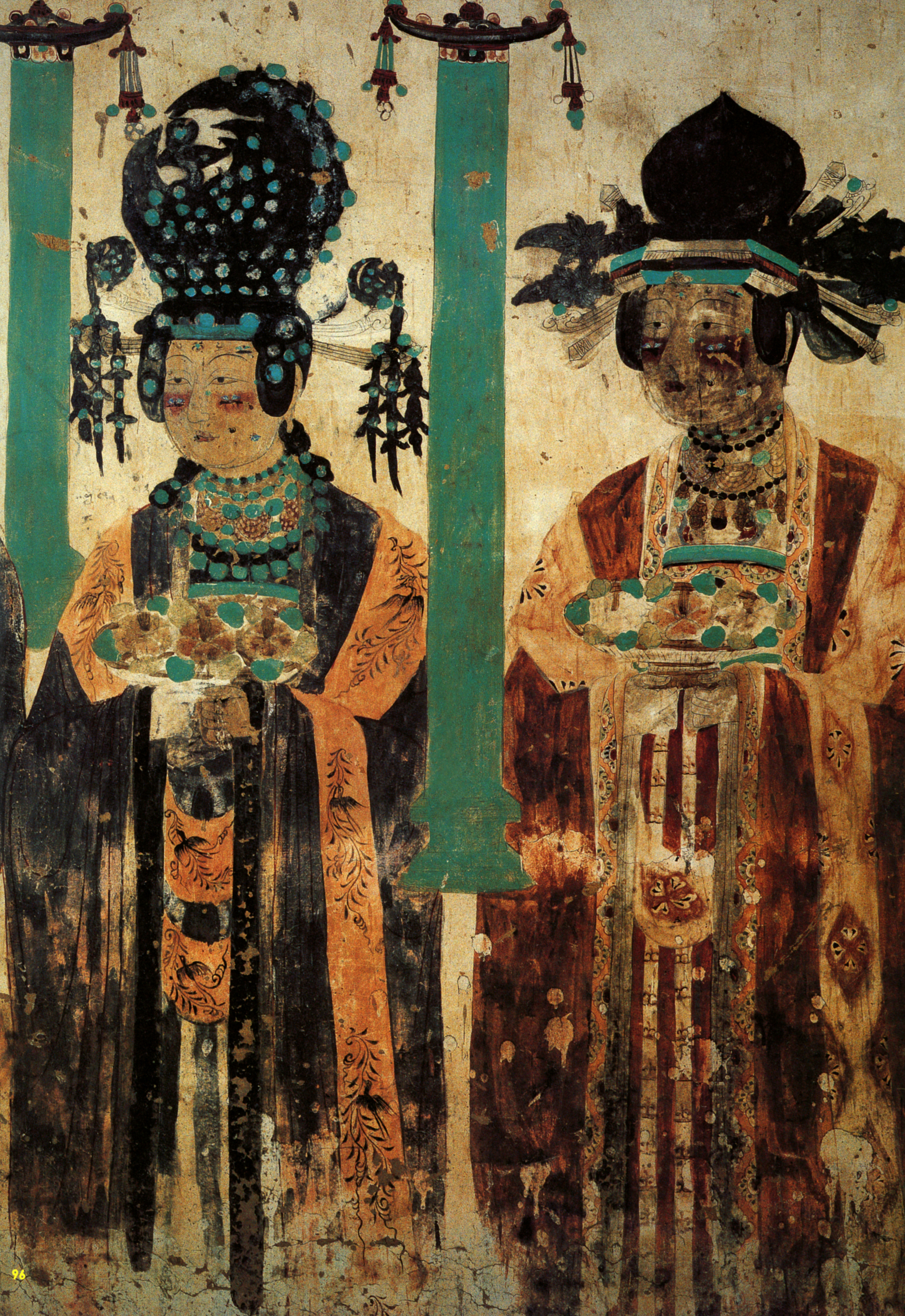
Dames originaires de Hotan, bouddhistes donatrices. À leur gauche (hors champ) une dame ouïgoure. Dunhuang, grotte 61 de Yulin, Xe siècle. Cinq dynasties[20].

#### Antiquité

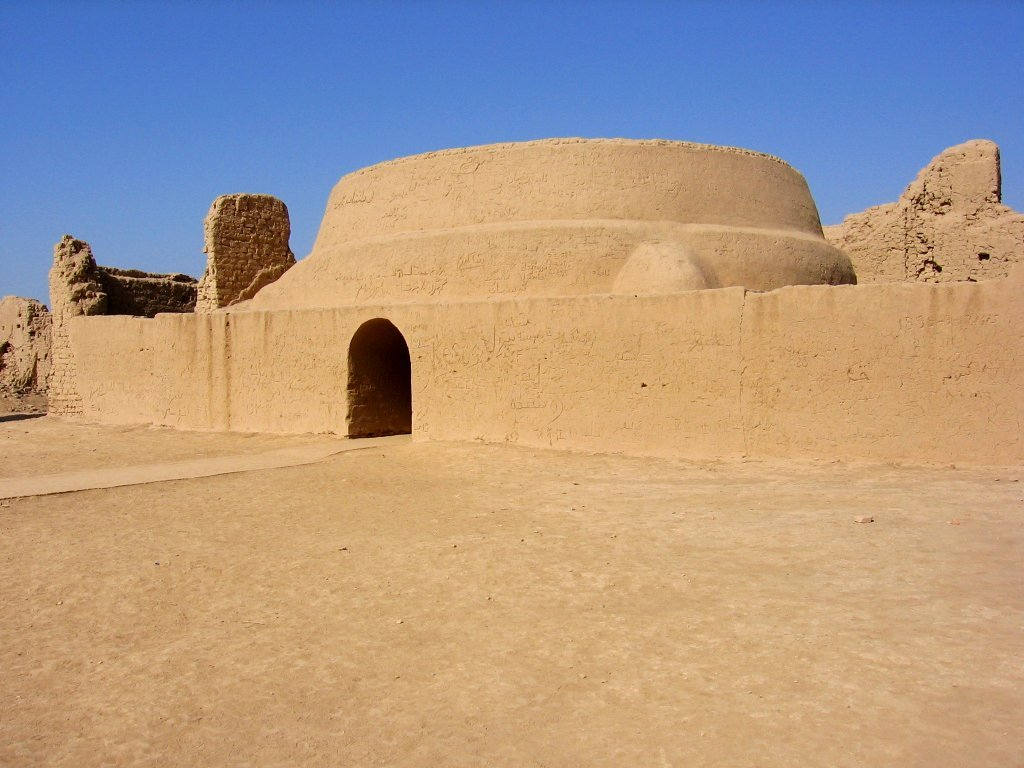
Ruines de Gaochang, fondée au Ier siècle de notre ère. Architecture de terre.

La vallée de la Keriya, fleuve qui se perd actuellement dans le centre du Taklamakan (mais qui servait dans l'Antiquité de voie de communication jusqu'à l'oasis de Kucha), a livré les traces abondantes et bien conservées d'une ville, Karadong, (Ve siècle - IIIe siècle avant notre ère) et d'une cité fortifiée dont le cimetière est daté du milieu du Ier millénaire avant notre ère, et dont les habitants n'ont pas de traits mongoloïdes, tout comme ceux de l'Asie centrale, du Xinjiang en général et de la Mongolie occidentale. Des bronzes animaliers, un tapis de selle et un chapeau de feutre pointu aux appliques polychromes, ainsi que des bois sculptés de la ville antique la rattachent à la culture des steppes des Scythes de la Sibérie du sud et du Kazakhstan. Les restes de vêtements et autres tissus, réalisés apparemment par les femmes et préservés par le désert, montrent la maîtrise et la créativité de ces populations ainsi que le commerce lointain qui existait pour des colorants précieux. Quant aux activités agricoles de ces populations : il s'agit d'agro-pasteurs (élevage de chèvres cachemire attesté) sédentaires qui pratiquaient l'irrigation et cultivaient des céréales telles que le millet – dont les premières cultures sont apparues en Chine au cours de la Préhistoire, dans les premiers sites Néolithiques de Chine – et le blé, mais aussi l'orge : deux céréales dont l'origine en Chine est parvenue dans la culture de Majiayao par l'Ouest. Enfin les pratiques funéraires de Djoumboulat Koum sont celles d'une société hiérarchisée, mais moins bien que celle des Scythes : aucune richesse comme celles que l'on trouve dans les tumuli, et l'éloignement des ressources minérales, de la pierre et des métaux est nettement visible. Cependant le travail complexe du bois, de la peau et des fibres textiles témoigne d'autres moyens de rendre hommage aux défunts. Sur la nature des croyances plusieurs interprétations sont possibles, la question d'un chamanisme possible en raison de la proximité avec la Sibérie, et la présence d'indices, interprétés avec réserve dans ce sens, d'une religion mazdéenne : en conséquence l'interrogation demeure sur les croyances de ces populations.
Quant à la cité du début de notre ère, contemporaine de Miran au Lob Nor, elle contient les restes des deux plus anciens sanctuaires bouddhiques du Xinjiang datés par radiocarbone de la première moitié du IIIe siècle de notre ère. Les peintures représentant le Bouddha n'ont de parenté qu'avec les poses du Bouddha dans l'art gréco-bouddhique au Gandhara (nord-ouest de l'Inde) ou à Hadda (en Afghanistan). Dans les plis de la robe monastique le drapé évoque l'himation des Grecs, aux plis presque verticaux comparés aux plis complexes en usage en Chine à cette époque. Ce qui correspond bien aux premiers temps de développement de l'art bouddhique sur les routes commerciales de l'Asie depuis le monde indien et en contact avec le monde hellénistique.
L'empire kouchan a été le berceau d'une riche culture picturale dont les grottes de Kizil gardent les traces prestigieuses : les plus anciennes grottes à peintures murales de Chine, monastères bouddhiques sur la route de la soie.

#### Route de la soie, depuis les Han jusqu'à l'époque Tang

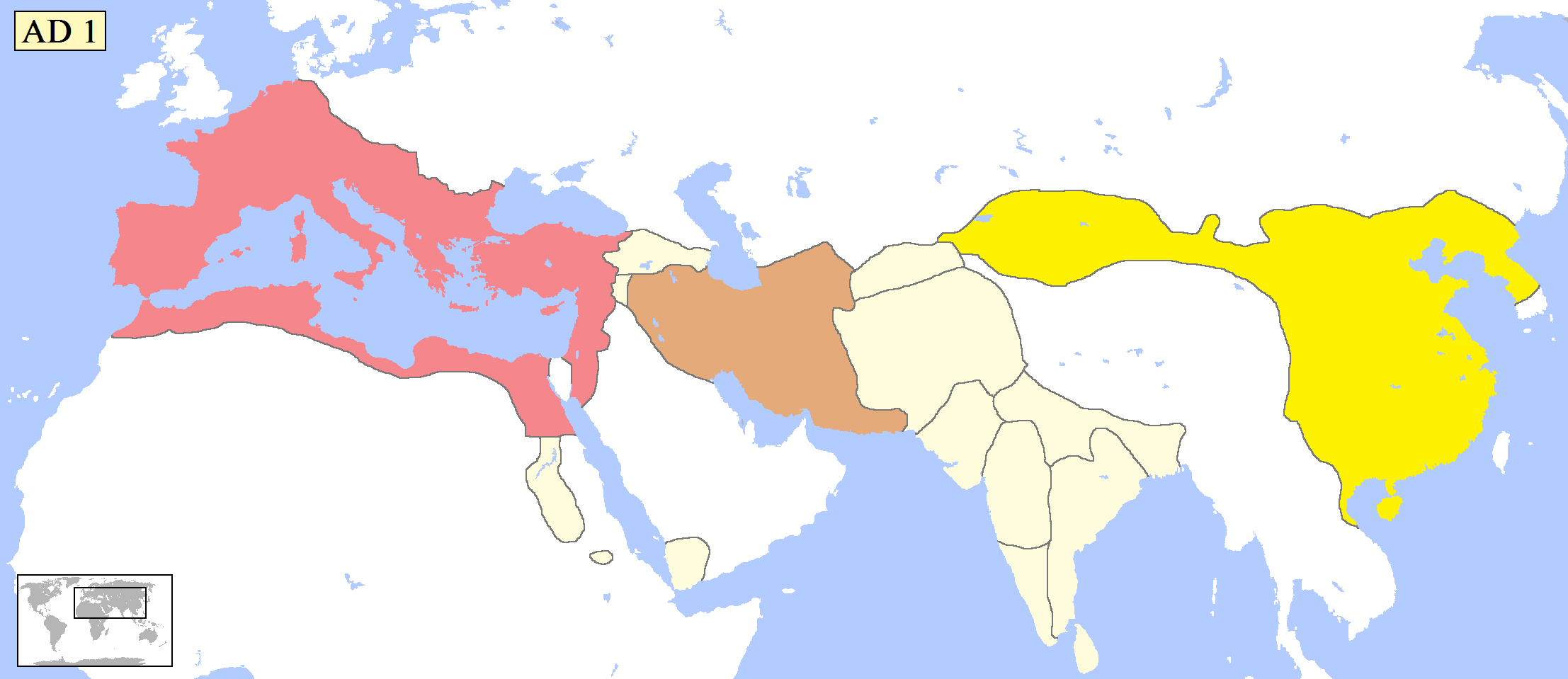
Empire Han en jaune en l'an 1.

Au IIe siècle av. J.-C. sont fondés un royaume et une cité, Loulan, sur la route de la soie, au carrefour entre Korla, Dunhuang et Wuni.
La dynastie des Han échoue à plusieurs reprises dans ses tentatives pour contrôler la région : dès le IIe siècle av. J.-C., les Chinois entrent dans ce territoire et affrontent les Xiongnu (Huns), qui dominent alors une grande partie de l'Asie centrale de 200 av. J.-C. à 48 apr. J.-C. et dont les Chinois craignent l'invasion. Un principe de colonies militaires, les tuntian, est instauré par l'empereur Wudi et ses successeurs. Ces Régions de l'Ouest (en chinois Xiyu), puis protectorat des Régions de l'Ouest qui comprenait la majeure partie de l'actuel Xinjiang, connaît son apogée en 51 av. J.-C., lorsque les tribus du peuple Wusun font leur soumission à la cour des Han et en deviennent les vassaux. il perdure jusqu'à la chute de la dynastie Han, lors Rébellion des Turbans jaunes qui se termine en 205.

##### Tokhariens et locuteurs de langues indo-iraniennes
Le Xinjiang est associé à la langue indo-européenne éteinte des Tokhariens, attestée de 500 à 900 de notre ère dans le centre du Xinjiang sur la base de manuscrits anciens. En général, les archéologues considèrent cette langue comme étant associée aux populations venues dans la région lors de la culture d'Afanasievo. Le khotanais, une autre langue ancienne associée à la famille des langues indo-iraniennes, a été observée pour la première fois dans des documents anciens sur le site de Niya (200 à 500 de notre ère), Hotan, au sud du bassin de Tarim. La langue khotanaise est associée à l'expansion des Sakas vers 200 avant notre ère dans la région du Xinjiang. Les études paléogénétiques confirment l'affinité génétique entre de nombreuses populations du Xinjiang de l'âge du fer et du premier millénaire de notre ère avec les Sakas, suggérant leur présence généralisée au Xinjiang.

##### Seize Royaumes

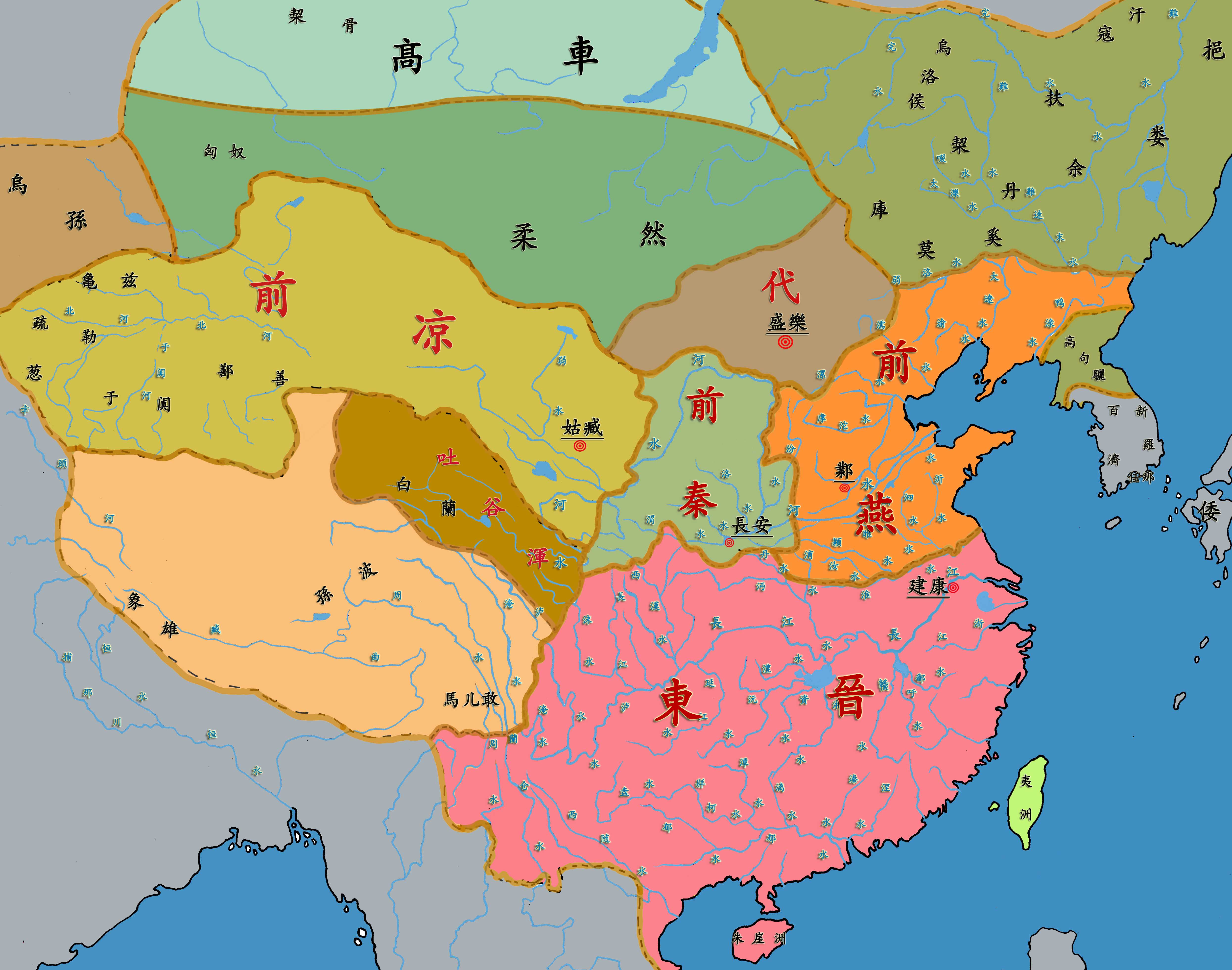
Liang antérieur (前涼) en jaune foncé sur la carte des Seize Royaumes.

À l'époque des Seize Royaumes (304–439), la région fait partie de l'État du Liang antérieur.

##### Dynastie Tang

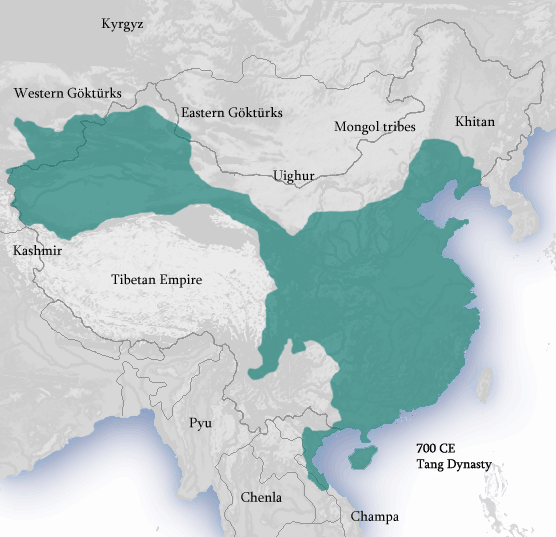
Carte de la dynastie Tang vers 900, comprenant le protectorat des Régions de l'Ouest.

La dynastie chinoise des Tang reprit cette idée et installa, dès le VIIe siècle apr. J.-C., des gouverneurs militaires dans les villes de Karachahr, Kucha, Kachgar et Hotan. Cette région s'appelait alors le Protectorat général pour pacifier l'Ouest (640 — 790). Les Tang perdirent le contrôle de la zone au VIIIe siècle au profit de l'empire du Tibet (629-877) en pleine expansion.
Le protectorat de Beiting est établi en 702 par la dynastie Tang, et est conquis par l'Empire Tibétain en 790.

#### Empire tibétain

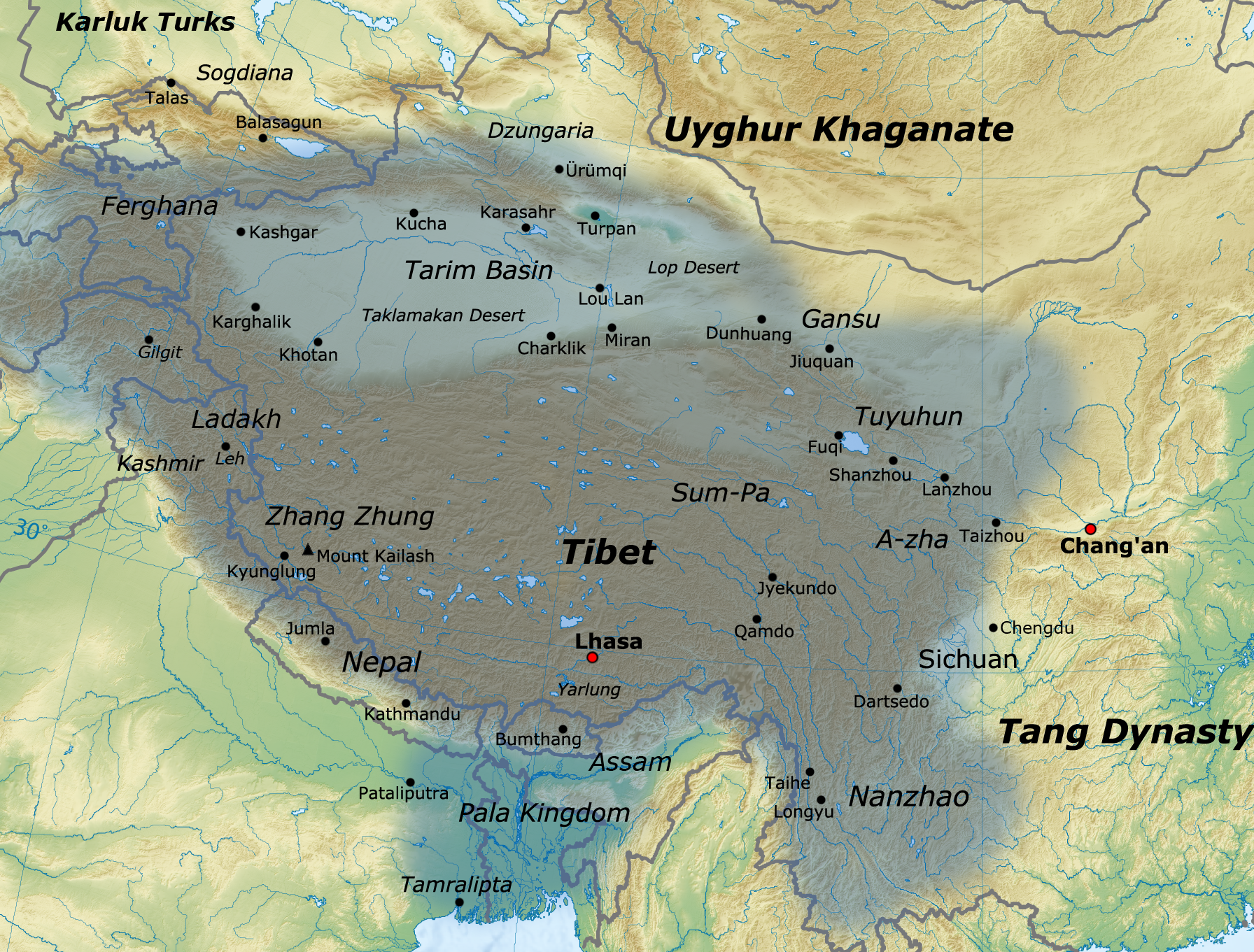
Empire du Tibet vers 780-790. Le Khaganat ouïghour est alors situé sur l'actuelle Mongolie.

#### Khaganat ouïghour et royaume ouïghour de Qocho
Situés sur l'actuelle Mongolie, le khaganat ouïgour (744-848) est une civilisation importante dont la culture rayonne sur ses voisins et une grande partie de la Sibérie. Les Ouïghours, alors alliés des Chinois de la dynastie Tang, les aident à reprendre leur capitale, Chang'an (actuelle Xi'an) à l'Empire du Tibet (629-877), en 757. Le khan Bögü des Ouïghours se convertit au manichéisme en 762.

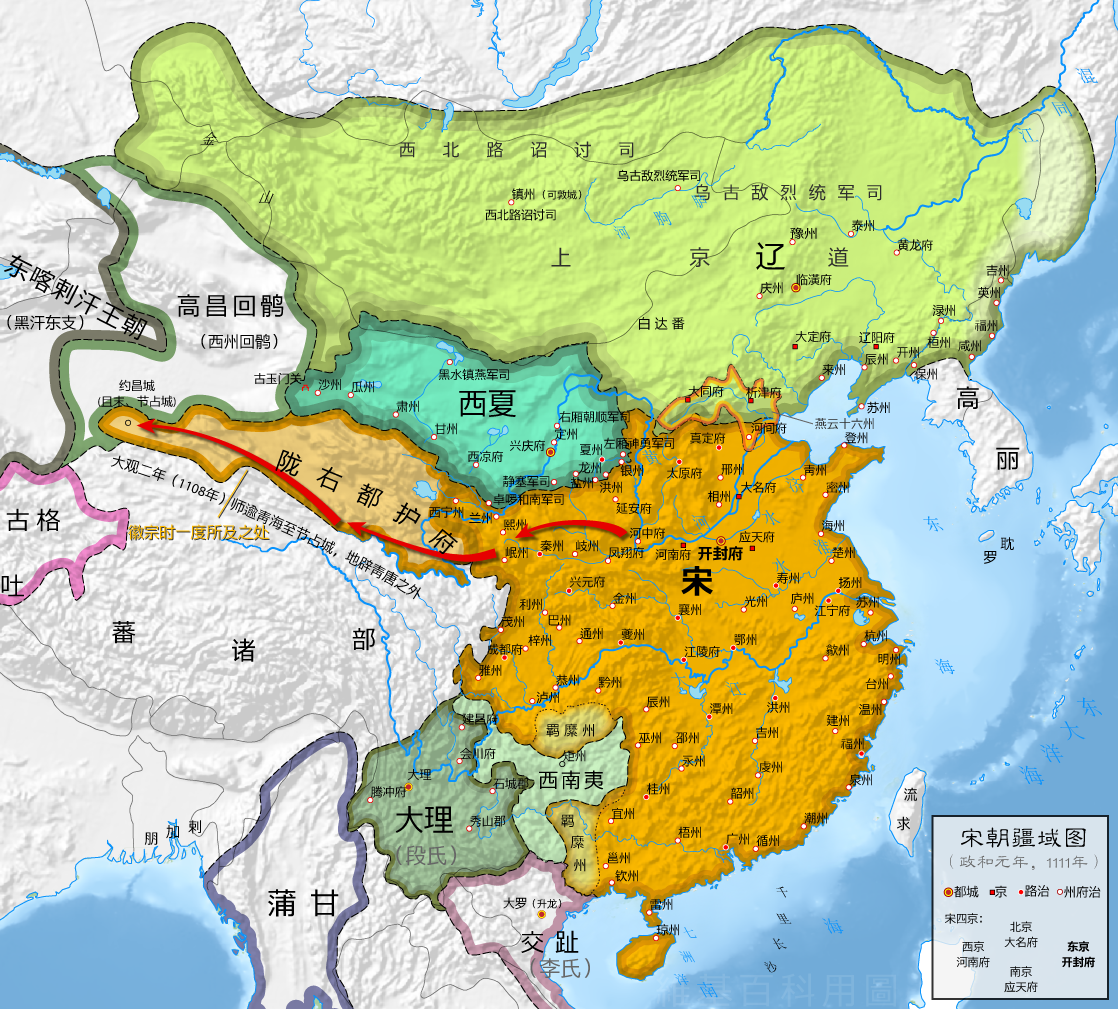
Royaume Ouïgour de Gaochang (blanc entouré de vert) à l'époque de la dynastie Song du Nord (960-1127).

En 840, les Ouïghours sont vaincus par les Kirghizes, les obligeant à émigrer vers le Sud. Ils se séparent en deux groupes, l'un au Nord-Est de l'actuelle région autonome du Xinjiang, y créant le royaume ouïghour de Qocho (ou Gaochang) (高唱回鹘), les religions y sont le bouddhisme, le manichéisme et le christianisme nestorien, et l'autre, que l'on appelle les Ouïgours de Ganzhou, sur l'actuelle province du Gansu, plus à l'Est, dans un territoire intégré au royaume tangoute de la Dynastie des Xia occidentaux. Ils jouent alors un rôle important dans les échanges culturels entre l'Orient et l'Occident, sur la route de la soie.
De précieux manuscrits datant de la fin du Ier millénaire ont été trouvés au Xinjiang et au Gansu, au nord-ouest de la Chine : superbes enluminures de Gaochang près de Tourfan. Le sinologue Paul Pelliot a également découvert dans les grottes de Mogao à Dunhuang d'importants textes religieux manichéens ou des formes mobiles d'imprimeries ouïgours. On y trouve sur plusieurs siècles des textes, peintures et imprimés des empires notamment Ouïghours, tibétains, Sogdiens et han des Tang, signe des importants échanges entre ces civilisations, qui ont permis de retracer une grande partie de leurs histoires.
Ils sont attaqués dans les années 920 par les Qarakhanides, musulmans détestant le bouddhisme qui est pratiqué par les Ouïgours, vu comme des idolâtres par cette religion abrahamique, et sont défendus par les Tangoutes.

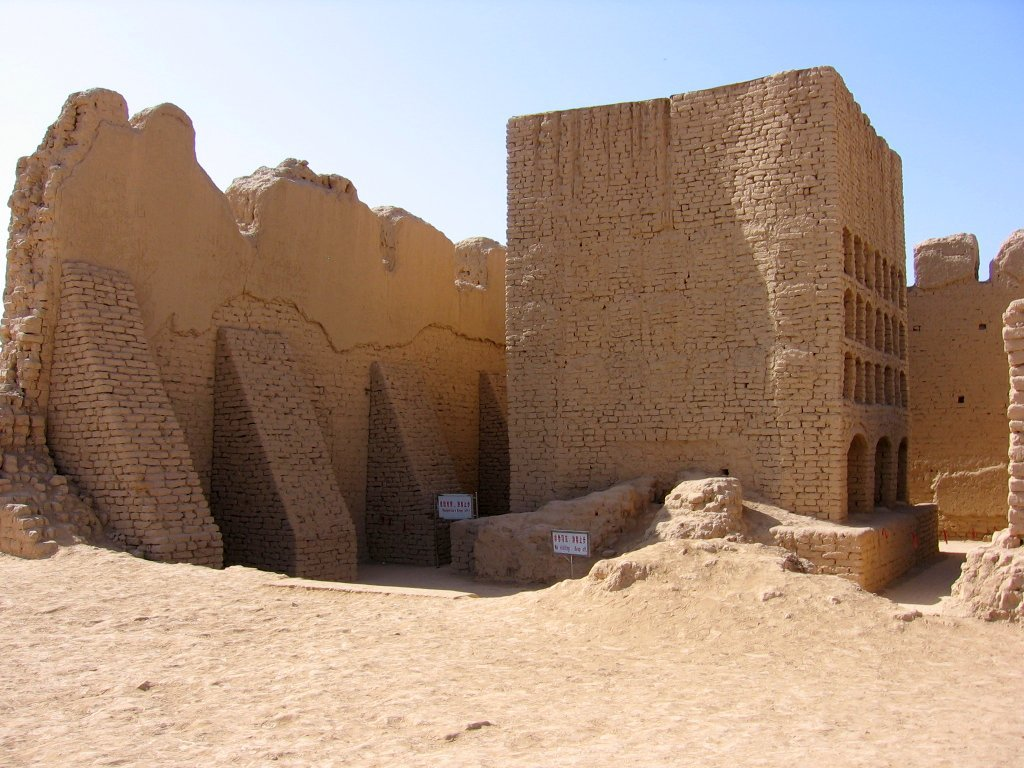
Vestige d'une stupa (bouddhisme) à Gaochang
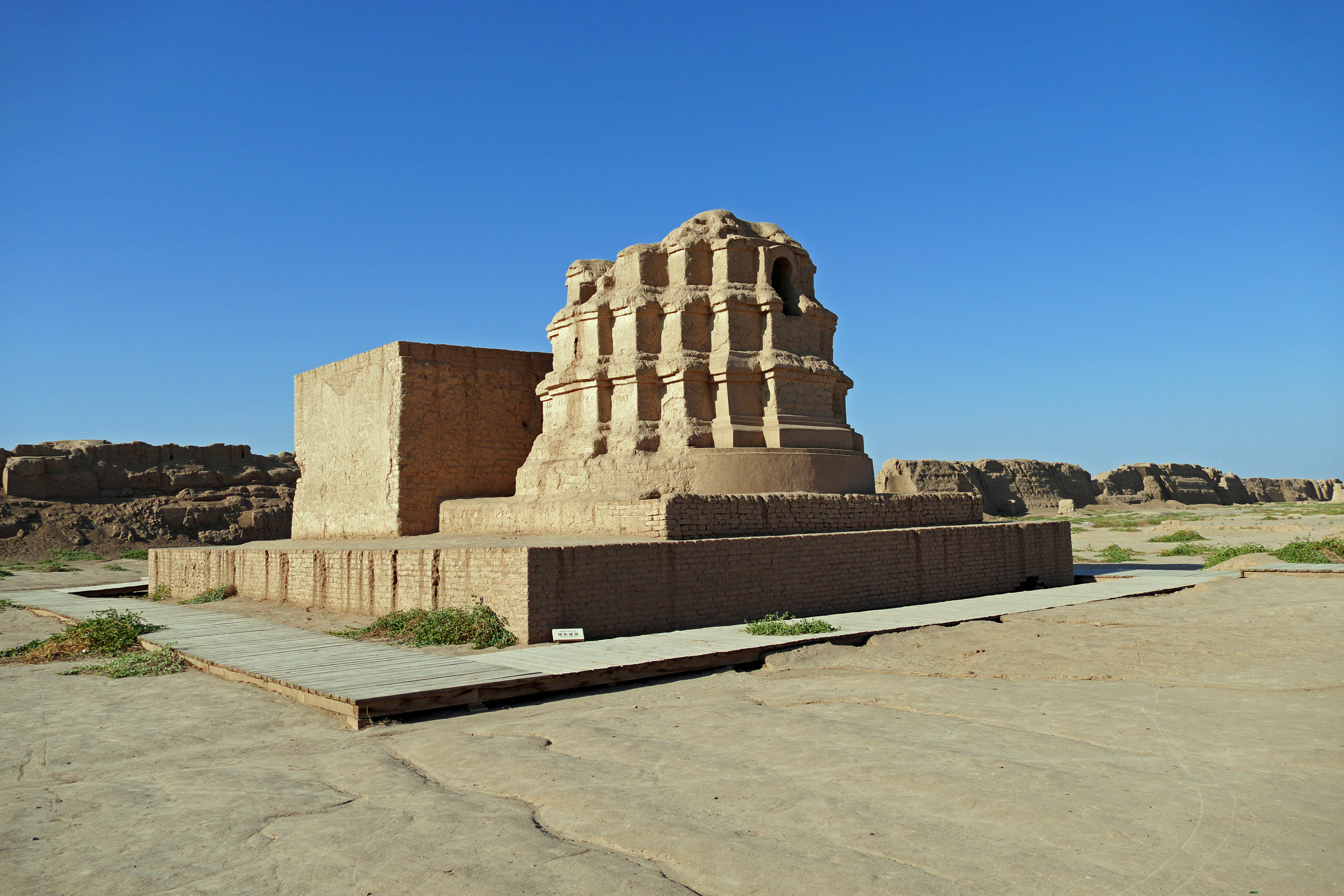
Vestige de temple de Gaochang
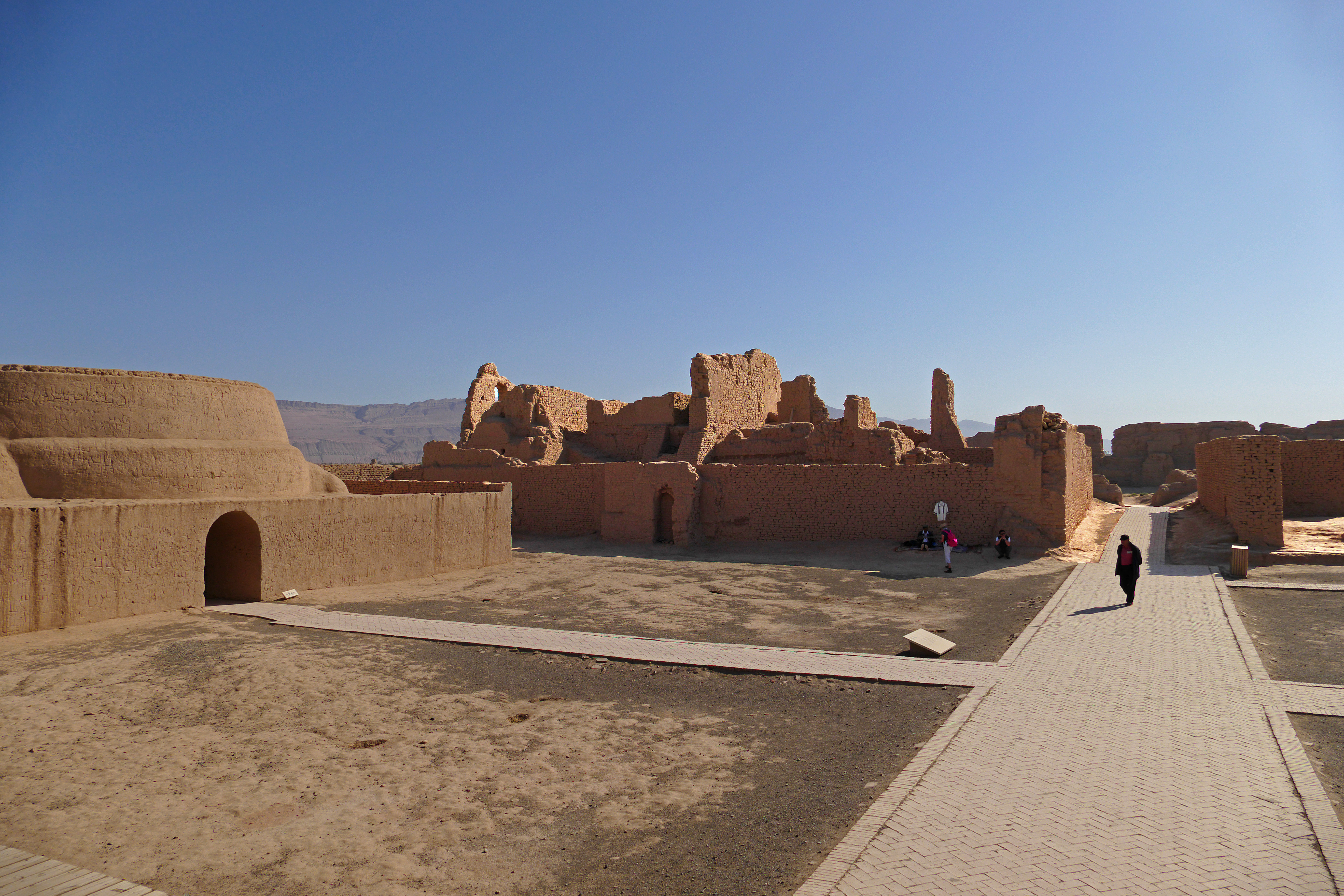
Vue générale du temple bouddhiste de Gaochang

#### Ethnies turciques et islam
Pourtant, le règne des Ouïgours souffrit d'exceptions notables. Les nombreuses ethnies turques remirent en cause leur pouvoir, et les contraignirent à recourir à la protection des populations mongoles, tangoutes et chinoises. Toutefois, la poussée des ethnies turques eut raison de ce protectorat : ils introduisirent l'islam au Xinjiang lors des Xe et XIe siècles, et l'installèrent durablement. Le mausolée de Tughlugh Timur (en) fondé en 1363 en est l'un des plus anciens témoins.
Le christianisme nestorien, qui atteignit la Mongolie et la Chine, fut longtemps présent chez les Ouïghours et les Mongols ; au XIVe siècle, on trouve encore un évêché nestorien à Kachgar et, en 1289, le khan mongol de Perse (ilkhan) Arghoun envoie en ambassade auprès de Philippe IV le Bel et du roi d'Angleterre Édouard Ier le moine ouïghour nestorien Rabban Bar Sauma, porteur d'une missive qui envisageait une attaque conjointe contre les Mamelouks.

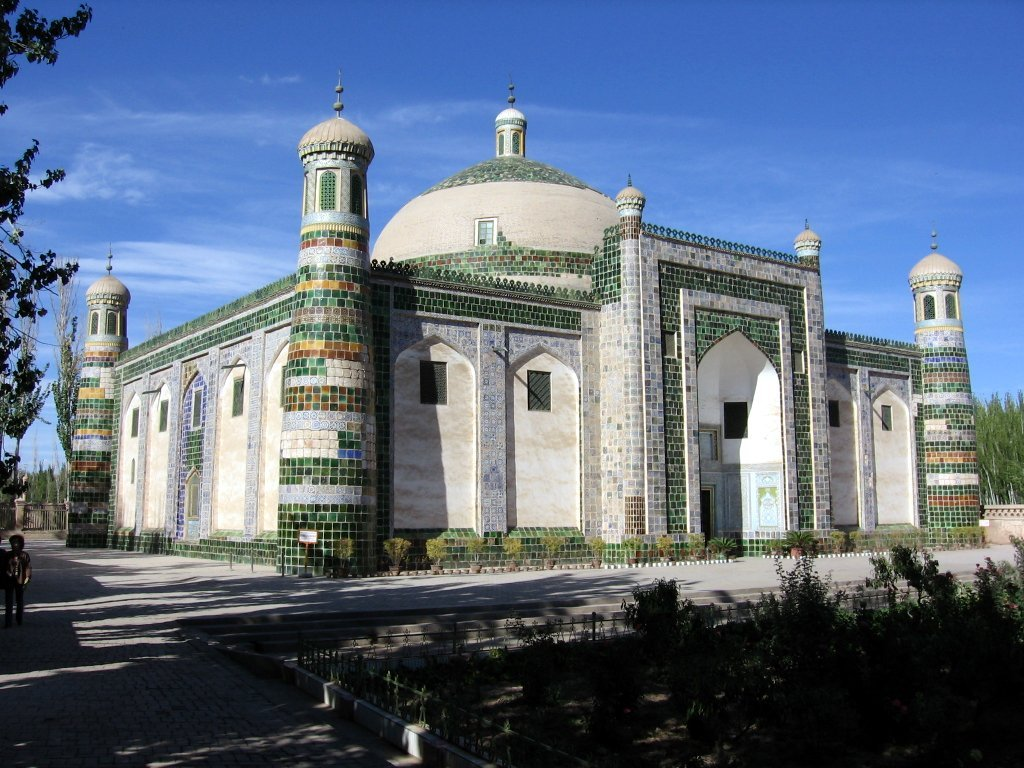
Mausolée d'Abakh Khoja, 1600-1640. Décor enveloppant de faïence, sgraffite dans l'iwan. Minarets courbes. Kachgar.
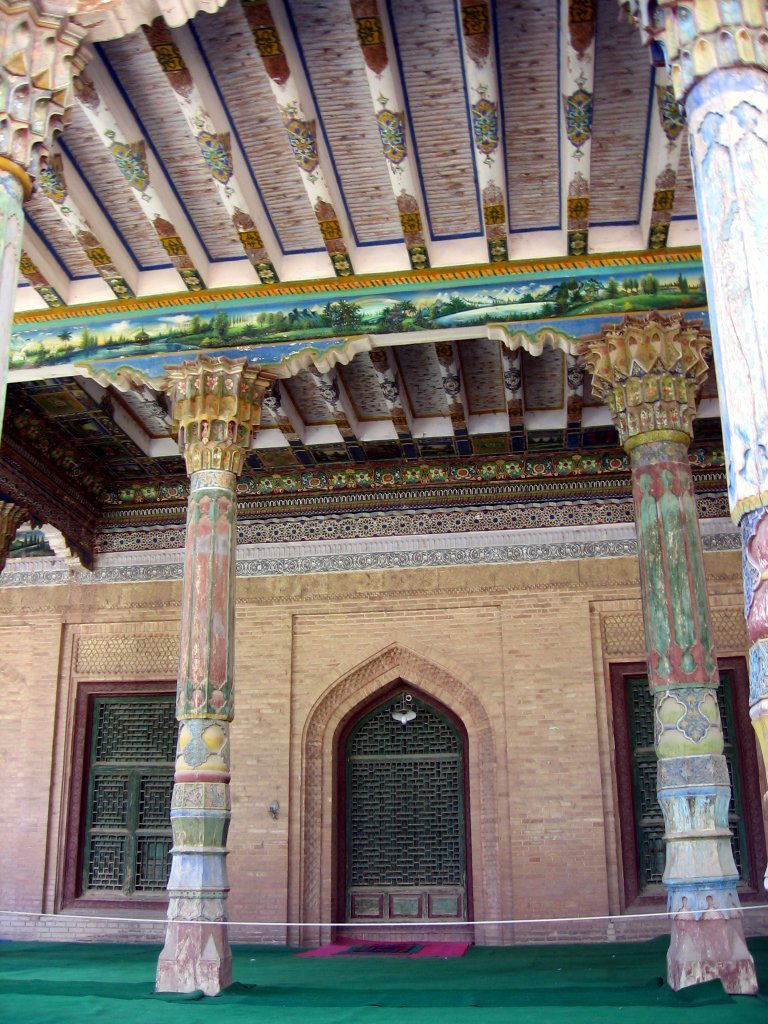
Piliers et plafond à décor géométrique polychrome de la mosquée. Mausolée d'Abakh Khoja. Kachgar.
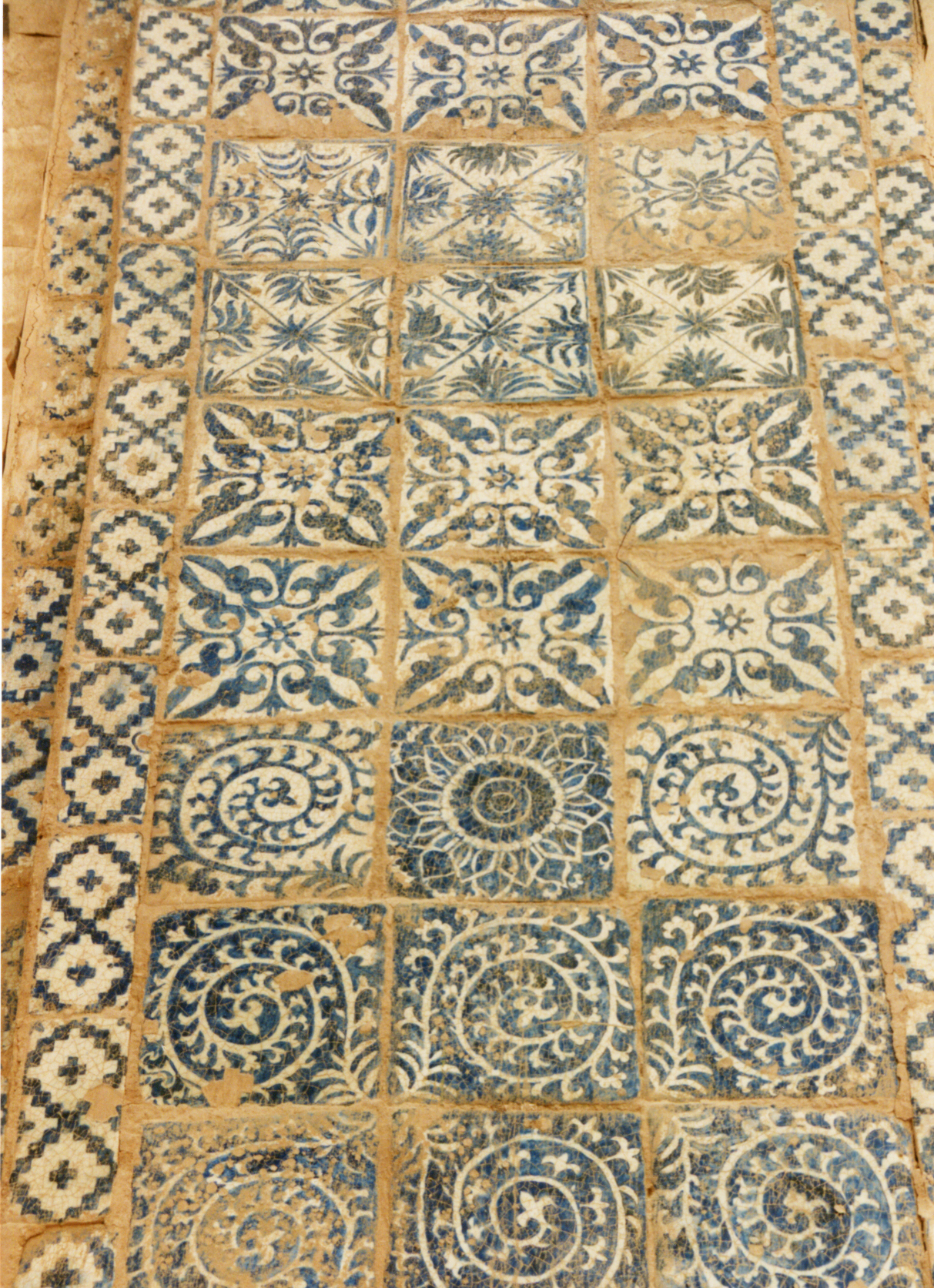
Mausolée d'Abakh Khoja, façade, murs extérieurs en carreaux de céramiques (faïence) aux émaux bleus sur engobe blanc à décors végétaux.
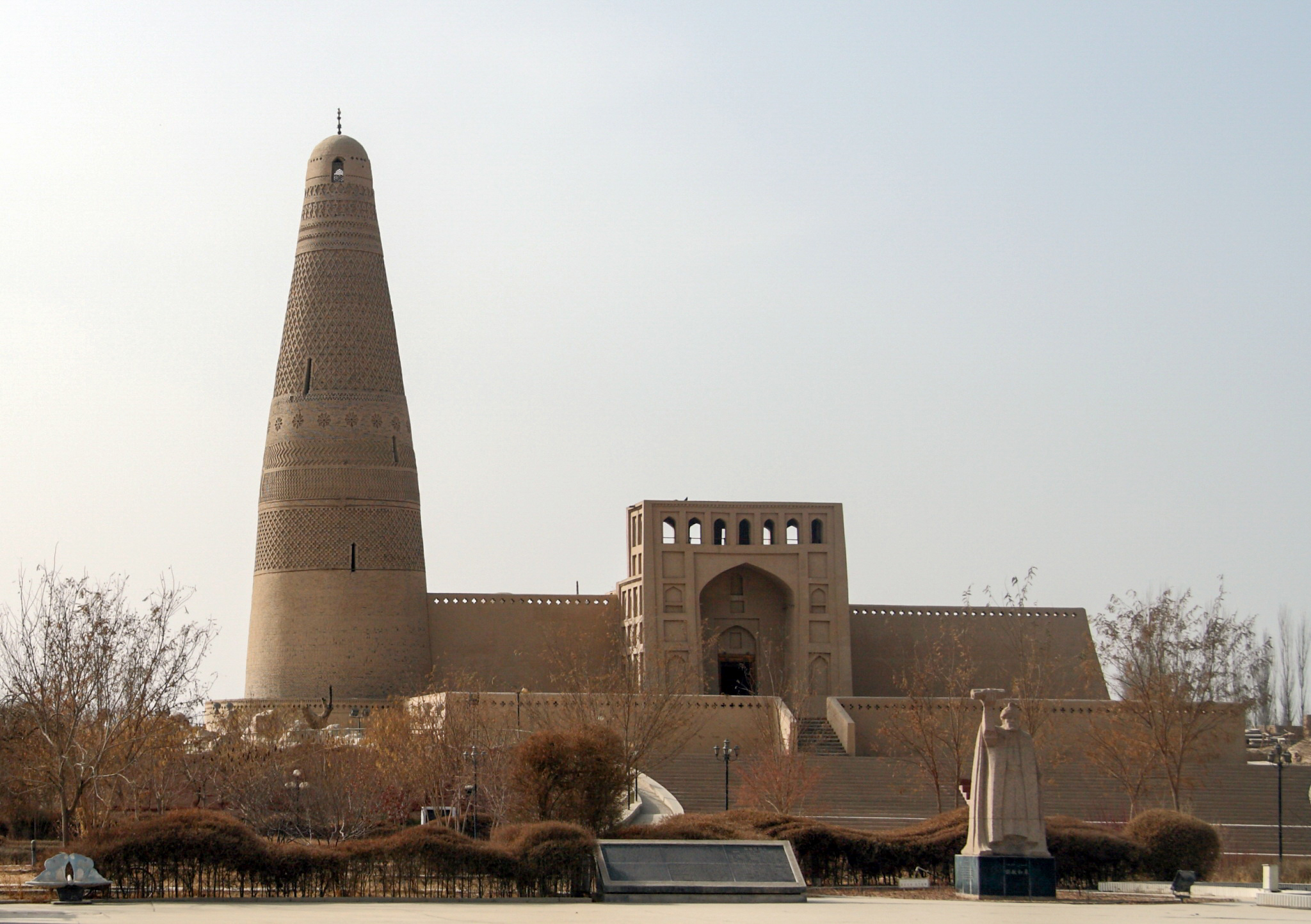
Minaret du sultan Emin Khoja, 1777, et mosquée ouïghoure. Décor de brique. Minaret : h. 44 m, d. 10 m. Le plus haut minaret de Chine. Tourfan.
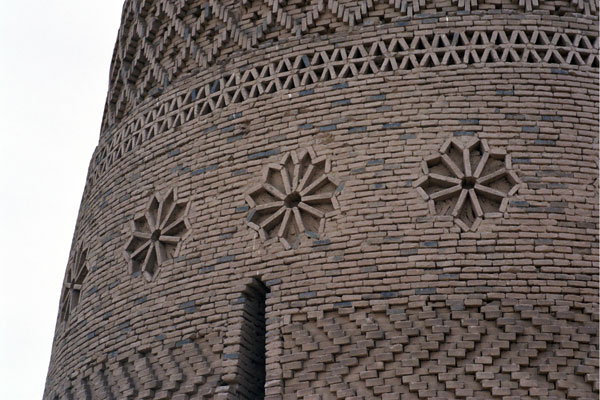
Décor géométrique en pures briques. Minaret d'Emin Khoja, 1777, détail. Turfan.

### Empire mongol et dynastie Yuan

Expansion et division de l'Empire mongol au XIIIe siècle.

### Empire timouride

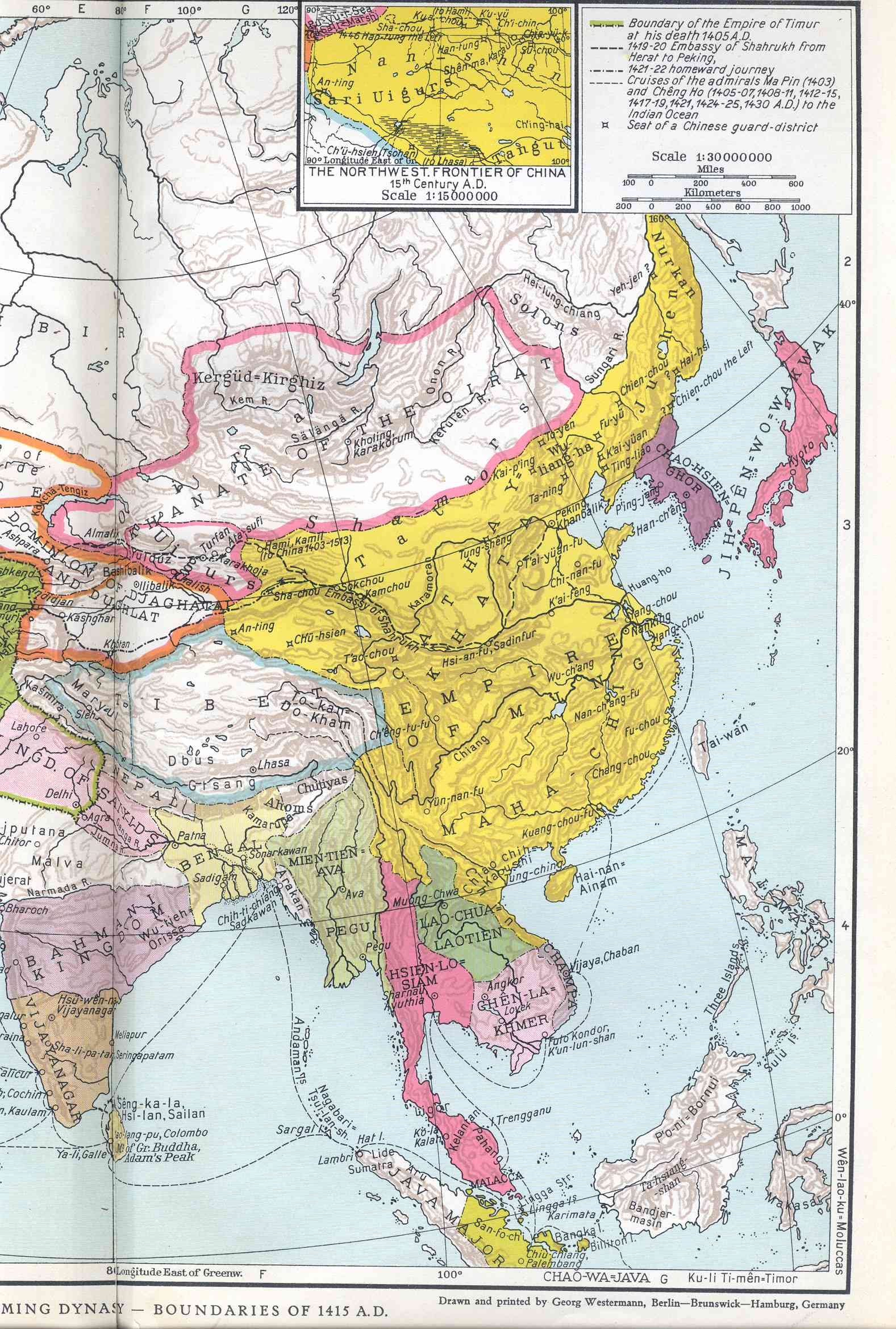
Carte de la Chine des Ming en jaune en 1415, comprenant Hami, et le royaume ouïghour autour de Tourfan, au sein du khanat oïrat, et bordé au Sud par le Khanat de Djaghataï et Doulats.

L'empire timouride (1369-1507) est créé par les descendants de Tamerlan, turco-mongols. Il couvre à son apogée Irak, Iran, Pakistan, Afghanistan et une grande partie de l'ouest du Turkestan. Ils sont défaits en 1507 par les Ouzbeks de la dynastie des Chaybanides (1429-1598), Mongols descendants de Gengis Khan.

### Khanat de Yarkand
À partir de 1514 le Khanat de Yarkand est créé par les Djaghataïdes de la division de leur empire, ils contrôlent la région, jusqu'à la prise de contrôle par le khanat dzoungar, des Mongols oïrats.

### Khanat dzoungar
Entre 1678 et 1680, les nomades mongols dzoungars font la conquête du nord la région, principalement le bassin du Tarim. Ils y établissent au XVIIe siècle le Khanat dzoungar et contrôlent la quasi-totalité de la région.
Ils étendent, principalement sous les gouvernements de Tsewang Rabtan, puis Galdan Tseren, leur territoire vers le sud et l'est (Tibet, Kokonor (Qinghai), Mongolie-Extérieure des Mongols khalkhas, puis Mongolie-Intérieure, à quelques centaines de kilomètres de Pékin, ce qui leur attire les foudres de la dynastie Qing.

### Incorporation à l'empire mandchou (1644-1912)

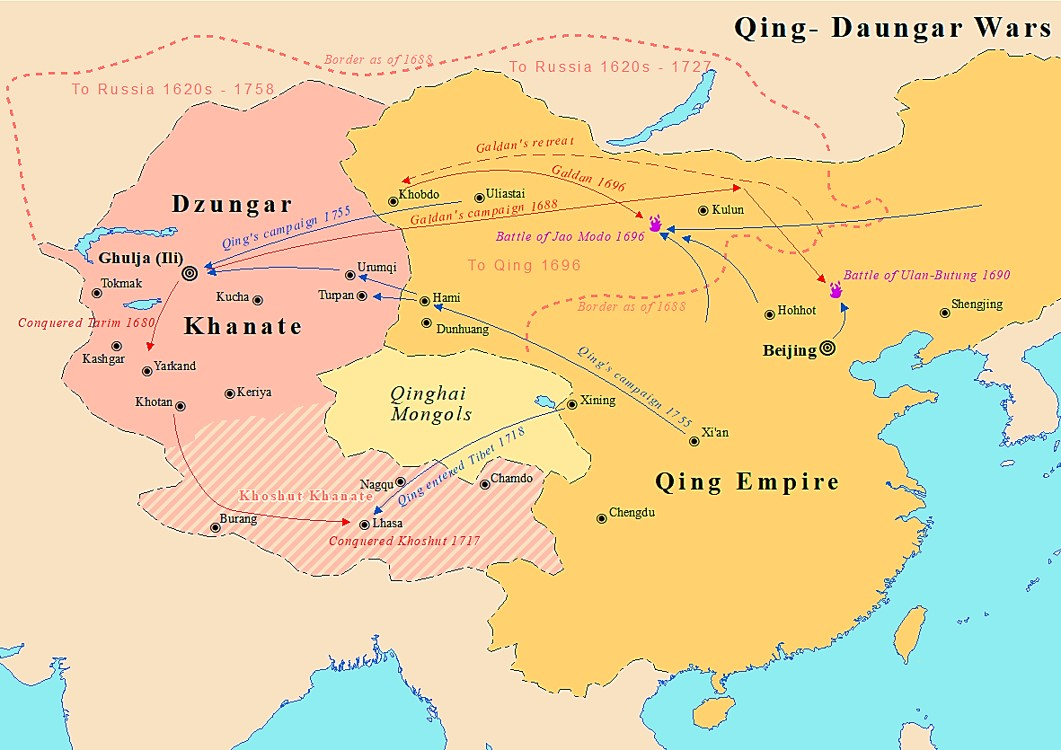
Étapes de la guerre Dzoungar-Qing.

L'empire Qing sous les règnes de Kangxi et de Qianlong a mené plusieurs campagnes militaires contre les Dzoungars. Les victoires qu'ont remportées ces empereurs mandchous ont pour conséquence l'incorporation complète de la région à l'État chinois en 1759, après leur victoire contre Dawachi. La partie orientale de la région contenant Ürümqi, appelé Dihua à l'époque, est alors devenue une partie de la province du Gansu.
Durant l'antiquité, les Chinois désignent la région par le mot Xiyu (« région occidentale »). Aux alentours de 1760, la région obtient le nom de « nouvelle frontière » (Xinjiang en chinois, Ice Jecen en mandchou), l'empereur décide de placer la culture ouïghoure sous sa protection personnelle.
Entre 1760 et 1884, en raison d'alternances de sécheresses et d'inondations exceptionnelles dans les provinces du Gansu et du Shaanxi, une large population migre d'agriculteurs migrent vers le Xinjiang où il fait exceptionnellement frais et humide .

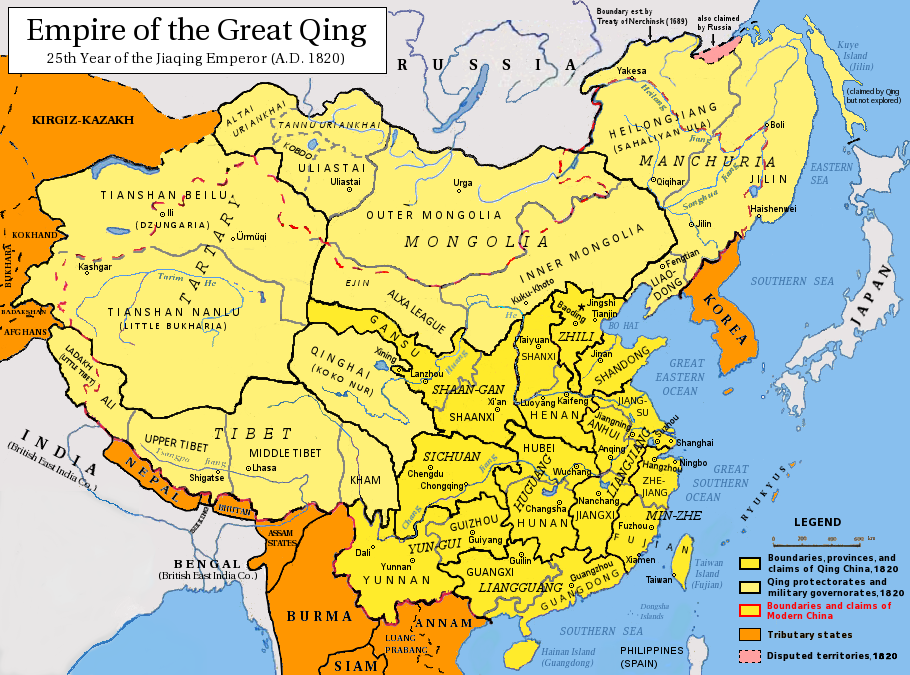
Petite Boukharie sur la carte de l'Empire chinois de la dynastie Qing en 1820.

En 1820, sous la gouvernance des Mandchous de la dynastie Qing, cette région est plus vaste, les Européens l'appellent Tartarie chinoise, les Chinois, Hui bu (回部, huí bù, que l'on peut traduire par « partie musulmane », en référence aux pratiques religieuses de cette région et aux Hui, ethnie musulmane chinoise), et les Mandchous hoise jecen (ᡥᠣᡳ᠌ᠰᡝ ᠵᡝᠴᡝᠨ, ayant la même signification).
Une importante partie, au nord du Tian Shan, est appelée Tianshan bei lu (天山北路, « route nord du Tian Shan »), correspondant à la Dzoungarie, tandis-qu'au sud du Tian Shan, la région appelée par les Européens petite Boukharie (en référence à Boukhara), est appelée par la Chine impériale, Tianshan nan lu, (天山南路, route sud du Tian Shan), et comprend le sud de l'actuel Xinjiang, et une partie des plateaux de l'actuelle région autonome du Tibet au sud.
La cession d'une partie de Xinjiang à l'Empire russe en 1864 est suivie d'une période de troubles dans la région, avec notamment la révolte des Dounganes ou « révolte musulmane ». L'émirat de Kachgarie qui exista 1864 à 1877 fut reconnu par l'Empire ottoman, la Grande-Bretagne et la Russie.
En 1877, l'empire Qing a repris le contrôle de la plus grande partie du Xinjiang, ce qui est confirmé par le traité de Saint-Pétersbourg de 1881. Cette région est alors érigée en province sous le nom de Xinjiang, le 18 novembre 1884. Le centre administratif de la région est transféré d'Ili à Ürümqi.

### République de Chine (1912-1949)
Après que l'empire mandchou est renversé par les nationalistes chinois du Kuomintang, lors de la révolution chinoise de 1911, la province du Xinjiang garde son statut au sein de la république de Chine (1912-1949).
Yuan Dahua, dernier gouverneur du Xinjiang de la dynastie Qing, fuit à la révolution le seigneur de guerre Yang Zengxin ; un de ses subordonnés prend le contrôle de la province sous le gouvernement de Beiyang. Les pays voisins revendiquent l'appartenance de bouts de ce territoire.
Le gouvernement de Beiyang se termine après l'expédition du Nord (1926-1928). Le Kuomintang, allié avec les communistes du Parti communiste chinois dans ce qui est appelé le Premier front uni, reprennent le contrôle du pays aux seigneurs de la guerre. La guerre civile chinoise (1927-1950) oppose les deux partis.

#### Première République à Kashgar

République islamique de Kachgar en rouge.

Durant la guerre civile, différentes révoltes on lieu au Xinjiang, comme dans l'ensemble du pays. Une première fois avec l'éphémère république islamique du Turkestan oriental (novembre 1933 - février 1934), république islamique, située à Kachgar à l'ouest de la province. Ma Zhongying vient à bout de cette rébellion après la Bataille de Kashgar (1934) (en), la bataille de Yarkand (en) et la bataille de Yangi Hissar (en). Le gouvernement central chinois confie alors à Khoja Niyaz, président de la république islamique, le poste de vice-président de la province du Xinjiang de 1934 à 1937.

#### Seconde République au Nord

République soviétique sur la carte actuelle de la Chine.

Une république soviétique du Turkestan oriental, est déclarée au nord du Xinjiang cette fois. Appuyée par l'Union soviétique dont elle devient un état satellite, elle dure cinq ans, du 12 novembre 1944 au 22 décembre 1949, autour de trois villes du nord du Xinjiang, principalement Kazakhes et Mongoles, se terminant après la déclaration de la république populaire de Chine le 1er octobre 1949, après que ses dirigeants ont disparu dans un mystérieux accident d'avion près du lac Baïkal, en Union soviétique, en se rendant à une réunion avec le dirigeant chinois Mao Zedong.

### Région autonome de la république populaire de Chine

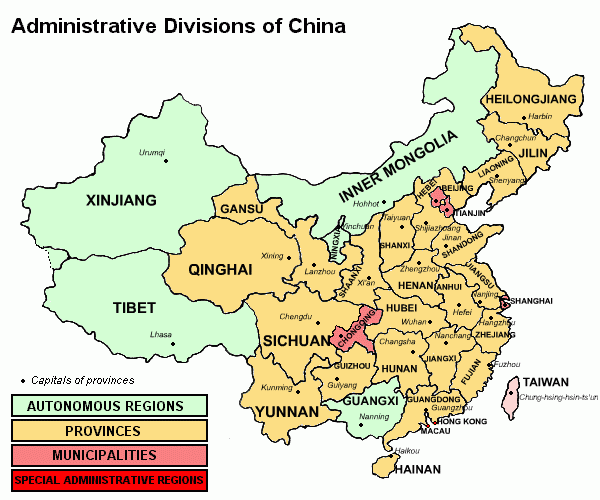
Les cinq régions autonomes, dont le Xinjiang sur la carte de la Chine.

Peu après l'Intervention militaire chinoise au Xinjiang en 1949, les frontières de la Chine avec ses pays voisins sont modifiées. La superficie de la province du Xinjiang est réduite, passant alors de 1 820 000 en 1949 à 1 626 000 km2, au profit de la république socialiste soviétique du Tadjikistan et de la République populaire mongole.
La région autonome ouïghoure du Xinjiang,, est instaurée le 1er octobre 1955 en remplacement du statut de province. La mise en place d'une région autonome s'inscrit dans la politique du gouvernement central, visant à donner plus d'autonomie et de pouvoirs aux régions à forte population de minorités ethniques, comme la Mongolie-Intérieure, le Tibet, le Ningxia et le Guangxi.

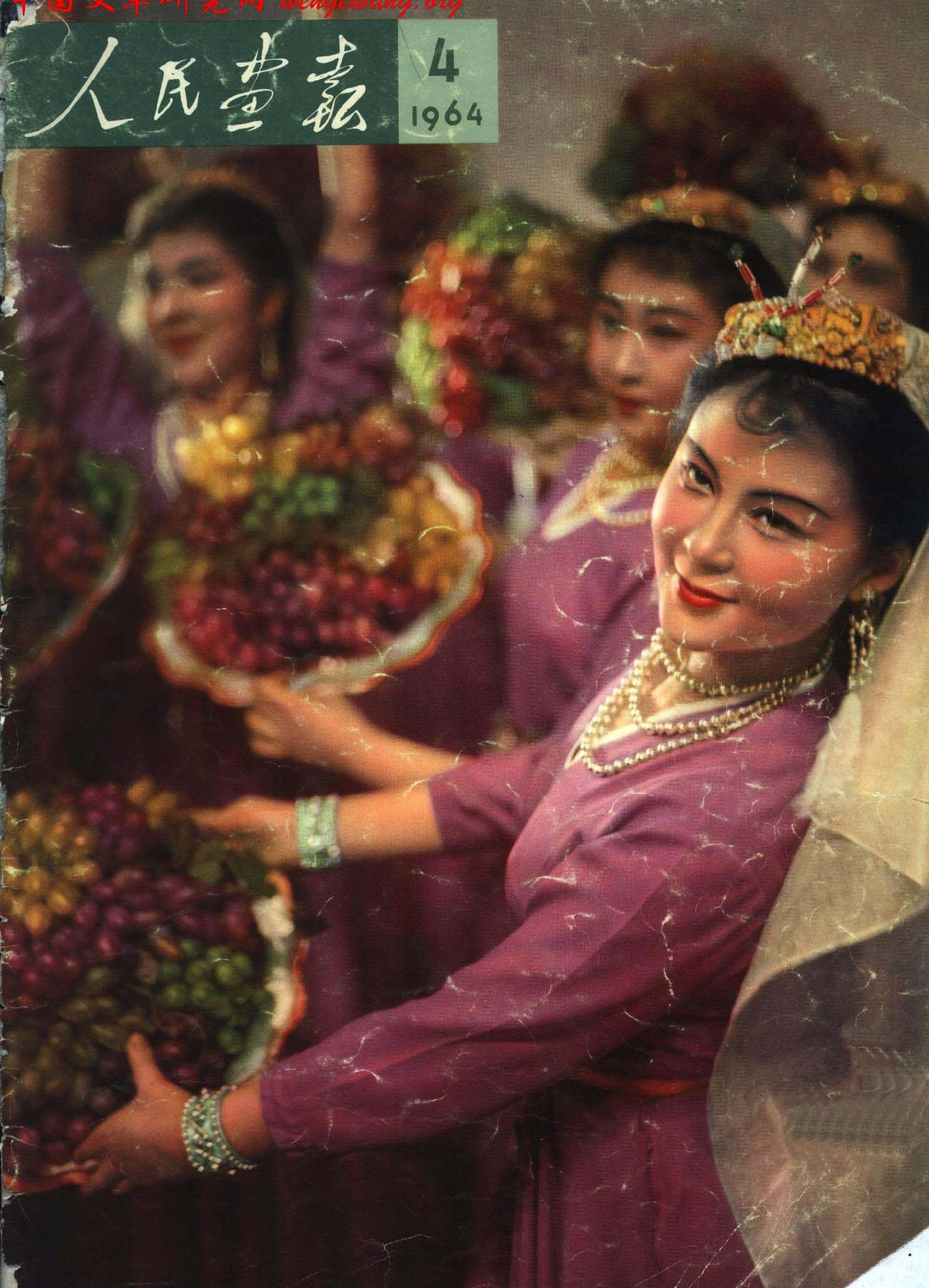
Couverture d'avril 1964 de la faite d'une peinture représentant les danses ouïghoures.

#### Essais nucléaires au Lop Nor
De 1964 à 1996, la Chine fait exploser quarante-six bombes nucléaires sur le site de Lob Nor au Xinjiang. Depuis son ultime essai atmosphérique le 11 octobre 1980, la Chine se conforme dans les faits au traité d'interdiction partielle des essais nucléaires et a officiellement annoncé l'arrêt définitif desdits essais le 21 mars 1986. De plus, elle a annoncé un moratoire sur les essais souterrains à partir du 30 juillet 1996 puis a signé le traité d'interdiction complète des essais nucléaires le 24 septembre de la même année.
Selon des opposants ouïghours à l'étranger, les retombées radioactives ont créé en trente-cinq ans un désastre écologique, polluant les sols, l'eau, les plantes et la nourriture, ce qui aurait entraîné la mort de 200 000 personnes. Pourtant, le Lop Nor, depuis les alentours de 1920 où les peuplades ouïghoures ont fui le bassin à la suite d'une peste qui les décimait, n'a plus connu de peuplement permanent.

#### Révolution culturelle
Pendant la révolution culturelle, des Corans furent détruits dans de grands autodafés.

#### Camps de travail
Depuis 2017, sous la responsabilité de Xi Jinping, des camps de travail forcé du Xinjiang (Laogai) sont installés au Xinjiang. Leur appellation officielle est « centres d'enseignement et de formation professionnels ». Human Rights Watch affirme qu'ils ont été utilisés pour endoctriner des Ouïghours et d'autres musulmans depuis 2017 dans le cadre d'une « guerre populaire contre le terrorisme », une politique annoncée en 2014.

#### Camps d'internement
Les Camps d'internement du Xinjiang sont mis en place à partir de 2014 dans le but d'interner des centaines de milliers de musulmans pratiquants ouïghours et kazakhs. Un million d'Ouïghours y seraient internés de façon préventive et sans procès dans le cadre d’une vaste campagne d’antiterrorisme visant les islamistes et les indépendantistes après de nombreux attentats en 2013 et 2014.
La Chine dément l'existence de ces camps avant d'en reconnaître officiellement l'existence en octobre 2018 sous le nom de « camps de transformation par l’éducation ». Elle les décrit comme des centres de formation professionnelle, avec pour objectif de lutter contre le terrorisme et l’extrémisme musulmans. À l’étranger, plusieurs pays et ONG qualifient ces camps de camps de concentration et soulignent des conditions de détention portant atteinte aux droits humains. D'autres pays soutiennent ouvertement la Chine, affirmant qu’elle lutte efficacement contre le terrorisme. De plus, les camps d'internement du Xinjiang ont été comparés à plusieurs reprises aux méthodes d'endoctrinement mises en œuvre pendant la révolution culturelle chinoise,,,,,.
Les Xinjiang Papers,, documents internes chinois transmis au New York Times en novembre 2019, documentent la répression contre la minorité musulmane et la nature des camps. Les China Cables, enquête du Consortium international des journalistes d'investigation publiée le 24 novembre 2019, confirment le caractère carcéral des camps d'internement.
En 2021, un blogueur chinois Han a diffusé une vidéo de vingt minutes dans laquelle il identifie plus d’une quinzaine de lieux de détention où sont internés des Ouïgours au Xinjiang.

#### Tensions communautaires
Depuis 1949, la Chine a mené une véritable politique de peuplement pour mieux contrôler la région et rendre progressivement impossible toute possibilité d'indépendance.  Alors qu'en 1949 la région ne compte que 200 000 Hans (l'ethnie majoritaire en Chine), ils sont presque dix millions en 2015, soit un nombre légèrement inférieur à celui des Ouïghours. Cette politique de peuplement n'est pas sans provoquer de nombreux heurts communautaires :
- 5 février 1997 : une manifestation pour la libération de trente dignitaires religieux arrêtés par la police à la veille du Ramadan à Guldja (en chinois : Yining), sont réprimées violemment par la police et l'armée. S'ensuivent des émeutes qui font des dizaines de morts et des centaines de blessés parmi les Ouïgours (voir Guldja)[54].
- l'Attentat d'Ürümqi de 1997 a lieu le 25 février 1997 à 18 h 30 dans plusieurs bus publics de la ville, faisant neuf morts dont trois enfants et 97 blessés. Une quatrième posée dans la gare ne détonne pas[55],[56].
- janvier 1999 : vingt-neuf Ouïgours sont arrêtés, accusés d'avoir organisé des émeutes contre Pékin. Deux de ces Ouïgours sont exécutés le 28 janvier.
- juillet et août 2004 : exécution de quatre hommes pour « atteinte à la sécurité de l'État ». Pendant tout l’été, les arrestations d’adultes et d’enfants se sont multipliées (en particulier dans le district de Khotan) pour « activités religieuses illégales ».
- 6 août 2004 : les armées chinoise et pakistanaise envoient environ 200 soldats dans la région de Taxkorgan, près de la frontière avec l'Afghanistan afin d’« améliorer la capacité à combattre ensemble le terrorisme et à contenir et réprimer les forces séparatistes, extrémistes et terroristes »[57].
- 4 août 2008 : un attentat à Kachgar contre un poste de police fait 16 morts[58].
- 9 août 2008 : un attentat à l'explosif à Kucha contre un poste de police fait 11 morts.
- 2 avril 2009 : un attentat suicide à l'explosif dans un immeuble d'Urumqi tue le kamikaze et blesse deux employés présents dans la pièce[59].
- 5 juillet 2009 : de violentes manifestations touchent la province, provoquent la mort d'au moins 140 personnes et font au moins 800 blessés[60].
- juin 2013 : selon l’agence Chine nouvelle « une foule d’émeutiers armés de couteaux » attaque les bâtiments officiels dans le village de Lukeqin à proximité de la ville touristique de Turfan[61]. Ces violences, qui ont fait 35 morts, sont imputées par les autorités chinoises à une « action terroriste »[62]. Par contre, Radio Free Asia, basée aux États-Unis, annonce un bilan de 46 morts, dont 11 émeutiers[63]. La majorité des victimes sont d'origine ouïgoure[64].
- à la fin du ramadan en juillet 2014, une centaine de personnes auraient été tuées. Les autorités chinoises évoquent des terroristes[65].

Dans les années 2010, des centaines de milliers de musulmans pratiquants ouïghours et kazakhs passent par des camps de rééducation chinois.[réf. nécessaire] Selon des témoignages d'anciens détenus, l'idéologie communiste serait inculquée aux détenus qui subiraient des tortures et seraient forcés à manger du porc et à boire de l'alcool,. En mars 2017, le gouvernement chinois interdit le port du voile islamique pour les femmes et le port de barbes considérées comme « anormales » pour les hommes. En avril 2017, il interdit pour les nouveau-nés l'adoption de 29 prénoms musulmans, dont Mohammed, (en soi, des patronymes arabes) sous peine que les enfants concernés ne se voient refuser l'obtention du hukou. Deux ans plus tôt, le Tadjikistan, un pays en Asie centrale composé à 95 % de musulmans, avait mené une politique semblable pour lutter contre l'islam radical,,.

## Démographie

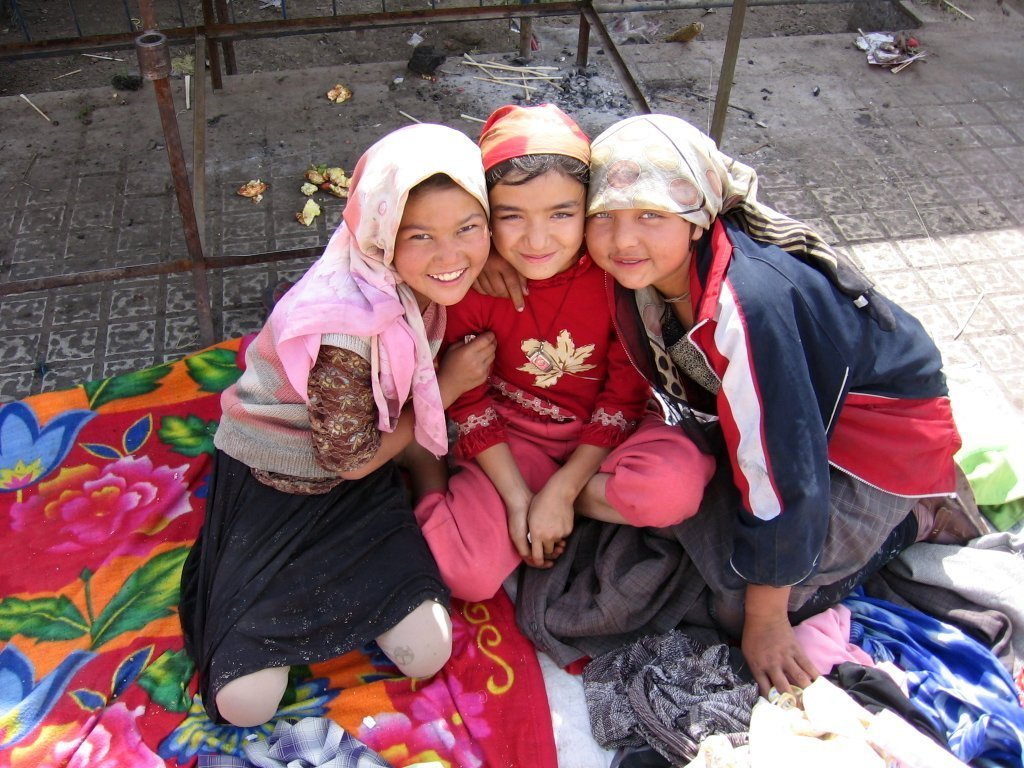
Trois fillettes ouïghoures au marché de Hotan.

D'après le recensement national de 2010, le chiffre de la population du Xinjiang était de 21 815 815 habitants, contre 18 459 510 en 2000 et 15 156 880 en 1990.
Selon le China Statistical Yearbook 2008, en 2006 le Xinjiang était peuplé d'Ouïghours (45,6 %), Kazakhs, de Kirghizes, de Tatars, d'Ouzbeks, (parlant tous des langues turciques), ainsi que de Tadjiks (langue persane). D'après les recensements officiels, la région comporte également différents peuples mongols (Mongols, Daur), toungouses (Mandchous, Xibe) et russes (langue slave).
Selon le dernier recensement, la population de ces ethnies pratiquant en général la religion musulmane, qui est également la principale religion des Huis, est d'un peu plus de onze millions, parmi lesquels les 8,68 millions de Ouïghours constituent la majorité.
Pékin a considérablement renforcé les mesures de surveillance et ouvert des « centres de formation professionnelle » pour les personnes soupçonnées de radicalisation islamiste, au nom de la lutte contre le terrorisme, l'islamisme et le séparatisme.
Les neuf millions d'autres habitants de la région sont en majorité des Hans. La proportion de Hans dans la population de la région est passée de 6 % en 1949 à plus de 40 % en 2006 (chiffre sous-estimé car il ne comprend pas les mingongs et les militaires). Un autre chiffre (2015) évalue rétrospectivement la population Han à 45 % dès 1988. Ils vivent surtout dans les villes.
| Nationalité | Pourcentage |
| ----------- | ----------- |
| 1. Ouïghour | 45,6 %      |
| 2. Han      | 40,1 %      |
| 3. Kazakh   | 6,7 %       |
| 4. Hui      | 4,5 %       |
| 5. Kirghize | 0,9 %       |
| 6. Mongol   | 0,8 %       |
| 7. Tadjik   | 0,21 %      |
| 8. Xibe     | 0,21 %      |
| 9. Mandchou | 0,1 %       |
| 10. Ouzbek  | 0,08 %      |

| Autre nationalité | Nombre |
| ----------------- | ------ |
| 11. Russe         | 11 000 |
| 12. Daur          | 6 700  |
| 13. Tatar         | 4 900  |

La province du Xinjiang détient en 2012 le taux de croissance le plus élevé de Chine. En effet celui-ci était cette année-là de 1,08 %. Il est à comparer avec le taux national qui atteignait la même année 0,49 %.
|          | Taux de natalité | Taux de mortalité | Accroissement naturel |
| -------- | ---------------- | ----------------- | --------------------- |
| Xinjiang | 15,32 ‰          | 4,48 ‰            | 10,84 ‰               |
| Chine    | 12,10 ‰          | 7,15 ‰            | 4,95 ‰                |

## Religion
Les Ouïghours pratiquent un islam sunnite de rite hanéfite, influencé par le soufisme.
Le wahhabisme se développe depuis les années 1980,,.

## Langues
Des langues turciques, comme l'ouïghour et le kazakh sont parlées au Xinjiang. L'ili turki est une langue en voie d'extinction. Différents dialectes de l'oïrate sont parlés par des populations mongoles. On y trouve aussi les seules langues iraniennes parlées en Chine, le sariqoli et le wakhi utilisés par les Tadjiks. Enfin, le mandarin est très présent, surtout dans l'administration et est obligatoire à l'école. C'est aussi la langue des militaires Chinois qui sont très présents au Xinjiang.

## Subdivisions
| Xian                                   |                  |                          |                                                                          |                                                     |                 |                  |         |                                       |              |              |                 |                 |
| No.                                    | Code subdivision | Préfecture               | ouïghour Écriture ouïghoure latine                                       | chinois Hanyu Pinyin                                | Population 2010 | Superficie (km2) | Densité | Siège                                 | Subdivisions | Subdivisions | Subdivisions    | Subdivisions    |
| No.                                    | Code subdivision | Préfecture               | ouïghour Écriture ouïghoure latine                                       | chinois Hanyu Pinyin                                | Population 2010 | Superficie (km2) | Densité | Siège                                 | Districts    | Xians        | Xians autonomes | villes-district |
| — Villes-préfectures —                 |                  |                          |                                                                          |                                                     |                 |                  |         |                                       |              |              |                 |                 |
| 1                                      | 650100           | Ürümqi                   | ئۈرۈمچى شەھرى Ürümchi Shehri                                             | 乌鲁木齐市 Wūlǔmùqí Shì                             | 3 110 280       | 13 788           |         | District de Tianshan                  | 7            | 1            |                 |                 |
| 2                                      | 650200           | Karamay                  | قاراماي شەھرى Qaramay Shehri                                             | 克拉玛依市 Kèlāmǎyī Shì                             | 391 008         | 8 654            |         | District de Karamay                   | 4            |              |                 |                 |
| 3                                      | 650400           | Tourfan                  | تۇرپان شەھرى Turpan Shehri                                               | 吐鲁番市 Tǔlǔfān Shì                                | 622 679         | 67 563           |         | District de Gaochang                  | 1            | 2            |                 |                 |
| 4                                      | 650500           | Hami                     | قۇمۇل ۋىلايىتى Qumul Wilayiti                                            | 哈密地区 Hāmì Dìqū                                  | 572 400         | 142 095          |         | District de Yizhou                    | 1            |              | 1               | 1               |
| — Préfectures —                        |                  |                          |                                                                          |                                                     |                 |                  |         |                                       |              |              |                 |                 |
| 5                                      | 652300           | Changji hui              | سانجى خۇيزۇ ئاپتونوم ئوبلاستى Sanji Xuyzu Aptonom Oblasti                | 昌吉回族自治州 Chāngjí Huízú Zìzhìzhōu              | 1 428 592       | 73 140           |         | Changji                               |              | 4            | 1               | 2               |
| 6                                      | 652700           | Börtala mongole          | بۆرتالا موڭغۇل ئاپتونوم ئوبلاستى Börtala Mongghul Aptonom Oblasti        | 博尔塔拉蒙古自治州 Bó'ěrtǎlā Měnggǔ Zìzhìzhōu       | 443 680         | 24 934           |         | Bole                                  |              | 2            |                 | 2               |
| 7                                      | 652800           | Bayin'gholin mongole     | بايىنغولىن موڭغۇل ئاپتونوم ئوبلاستى Bayingholin Mongghul Aptonom Oblasti | 巴音郭楞蒙古自治州 Bāyīnguōlèng Měnggǔ Zìzhìzhōu    | 1 078 492       | 470 954          |         | Korla                                 |              | 7            | 1               | 1               |
| 8                                      | 652900           | Aksou                    | ئاقسۇ ۋىلايىتى Aqsu Wilayiti                                             | 阿克苏地区 Ākèsū Dìqū                               | 2 370 887       | 127 145          |         | Aksou                                 |              | 7            |                 | 2               |
| 9                                      | 653000           | Kizilsu kirghiz          | قىزىلسۇ قىرغىز ئاپتونوم ئوبلاستى Qizilsu Qirghiz Aptonom Oblasti         | 克孜勒苏柯尔克孜自治州 Kèzīlèsū Kē'ěrkèzī Zìzhìzhōu | 525 599         | 72 468           |         | Artux                                 |              | 3            |                 | 1               |
| 10                                     | 653100           | Kachgar                  | قەشقەر ۋىلايىتى Qeshqer Wilayiti                                         | 喀什地区 Kāshí Dìqū                                 | 3 979 362       | 137 579          |         | Kachgar                               |              | 10           | 1               | 1               |
| 11                                     | 653200           | Hotan                    | خوتەن ۋىلايىتى Xoten Wilayiti                                            | 和田地区 Hétián Dìqū                                | 2 014 365       | 249 147          |         | Hotan                                 |              | 10           |                 | 1               |
| 12                                     | 654000           | Ili kazakh               | ئىلى قازاق ئاپتونوم ئوبلاستى Ili Qazaq Aptonom Oblasti                   | 伊犁哈萨克自治州 Yīlí Hāsàkè Zìzhìzhōu              | 2 482 627       | 56 382           |         | Yining                                |              | 7            | 1               | 3               |
| 12a                                    | 654200           | Tacheng Dépend de la Ili | تارباغاتاي ۋىلايىتى Tarbaghatay Wilayiti                                 | 塔城地区 Tǎchéng Dìqū                               | 1 219 212       | 94 698           |         | Tacheng                               |              | 4            | 1               | 2               |
| 12b                                    | 654300           | Altay Dépend de la Ili   | ئالتاي ۋىلايىتى Altay Wilayiti                                           | 阿勒泰地区 Ālètài Dìqū                              | 526 980         | 117 699          |         | Altaï                                 |              | 6            |                 | 1               |
| — Villes sous administration directe — |                  |                          |                                                                          |                                                     |                 |                  |         |                                       |              |              |                 |                 |
| A                                      | 659001           | Shihezi                  | شىخەنزە شەھرى Shixenze Shehri                                            | 石河子市 Shíhézǐ Shì                                | 635 582         | 457              |         | Sous-district de Hongshan             |              |              |                 | 1               |
| B                                      | 659002           | Wujiaqu                  | ئۇجاچۇ شەھرى Wujachu Shehri                                              | 五家渠市 Wǔjiāqú Shì                                | 72 613          | 5 266            |         | Sous-district de Route de Redmi,      |              |              |                 | 1               |
| C                                      | 659003           | Tumushuke                | تۇمشۇق شەھرى Tumshuq Shehri                                              | 图木舒克市 Túmùshūkè Shì                            | 147 465         | 1 927            |         | Sous-district de Qiganquele           |              |              |                 | 1               |
| D                                      | 659004           | Aral                     | ئارال شەھرى Aral Shehri                                                  | 阿拉尔市 Ālā'ěr Shì                                 | 166 205         | 740              |         | Sous-district de Route de Jinyinchuan |              |              |                 | 1               |
| E                                      | 659005           | Beitun                   | بەيتۈن شەھىرى Beatün Shehiri                                             | 北屯市 Běitún Shì                                   | 76 300          | 911              |         | Ville de Beitun                       |              |              |                 | 1               |
| F                                      | 659006           | Tiemenguan               | باشئەگىم شەھىرى Bashegym Shehiri                                         | 铁门关市 Tiĕménguān Shì                             | 50 000          | 590              |         | Sous-district de Chengqu              |              |              |                 | 1               |
| G                                      | 659007           | Shuanghe                 | قوشئۆگۈز شەھىرى Qoshögüz Shehiri                                         | 双河市 Shuānghé Shì                                 | 53 800          | 742              |         | Ville de Tasierhai                    |              |              |                 | 1               |
| H                                      | 659008           | Kokdala                  | كۆكدالا شەھىرى Kökdala Shehiri                                           | 可克达拉市 Kěkèdálā Shì                             | 75 000          | 980              |         | Ville de Kokdala                      |              |              |                 | 1               |
| I                                      | 659009           | Kunyu                    | <                                                                        |                                                     | 47 500          | 687              |         | Ville de Kunyu                        |              |              |                 | 1               |
| J                                      | 659010           | Huyanghe                 | <                                                                        |                                                     | 12 000          | 678              |         | Ville de Gongqing                     |              |              |                 | 1               |

## Villes
| Agglomération | Population de l'agglomération millions (2017) | Rang (Chine) | Superficie (km2) | Densité | Commentaire |
| ------------- | --------------------------------------------- | ------------ | ---------------- | ------- | ----------- |
| Ürümqi        | 3,695                                         | 27           | 596              | 6200    |             |
| Kachgar       | 1,055                                         |              | 130              | 8100    |             |
| Korla         | 0,785                                         |              | 285              | 2800    |             |
| Aksou         | 0,675                                         |              | 155              | 4300    |             |
| Hami          | 0,56                                          |              | 119              | 4700    |             |

## Économie

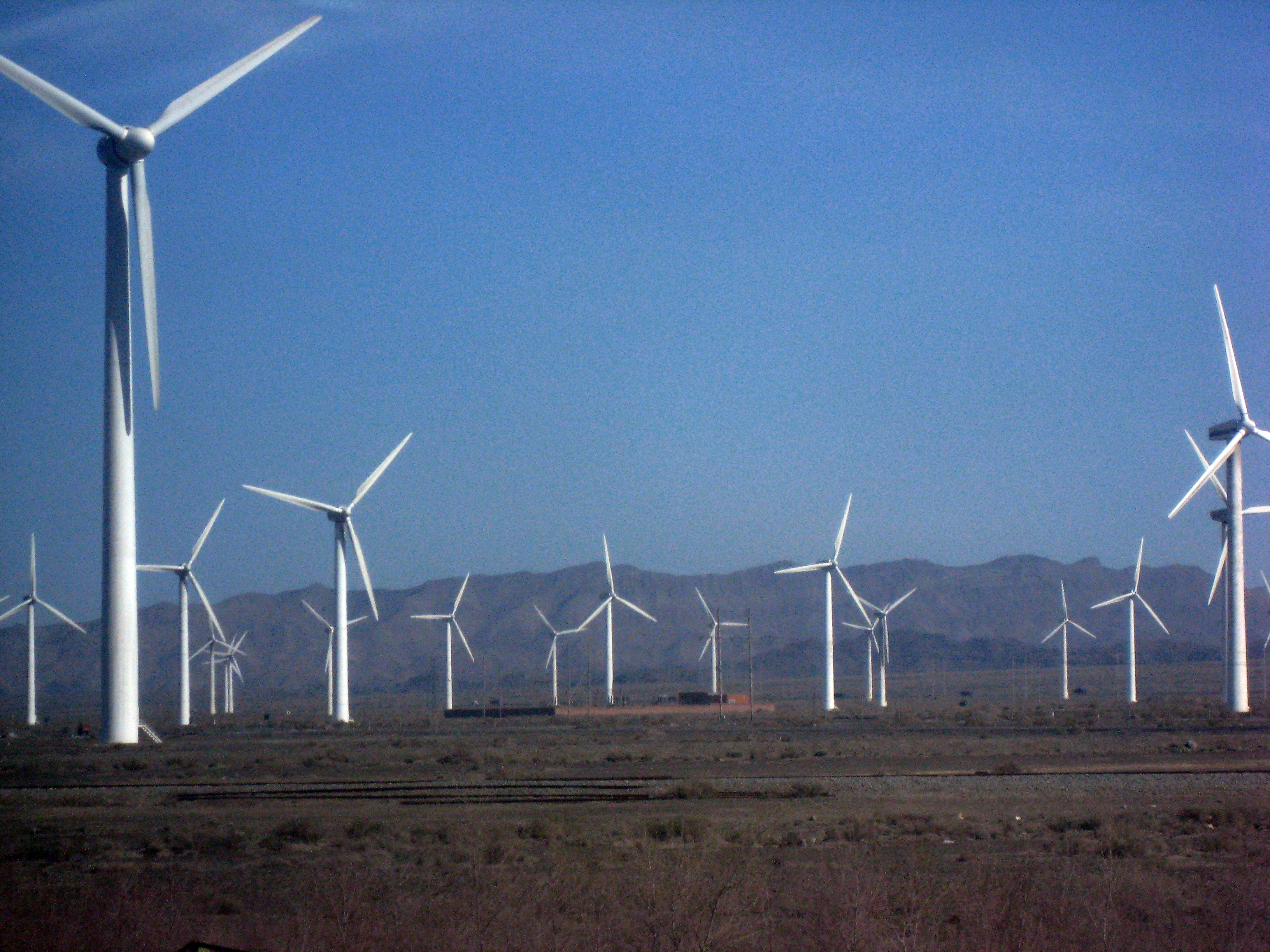
Vue partielle d'un champ d'éoliennes depuis le train en 2008.
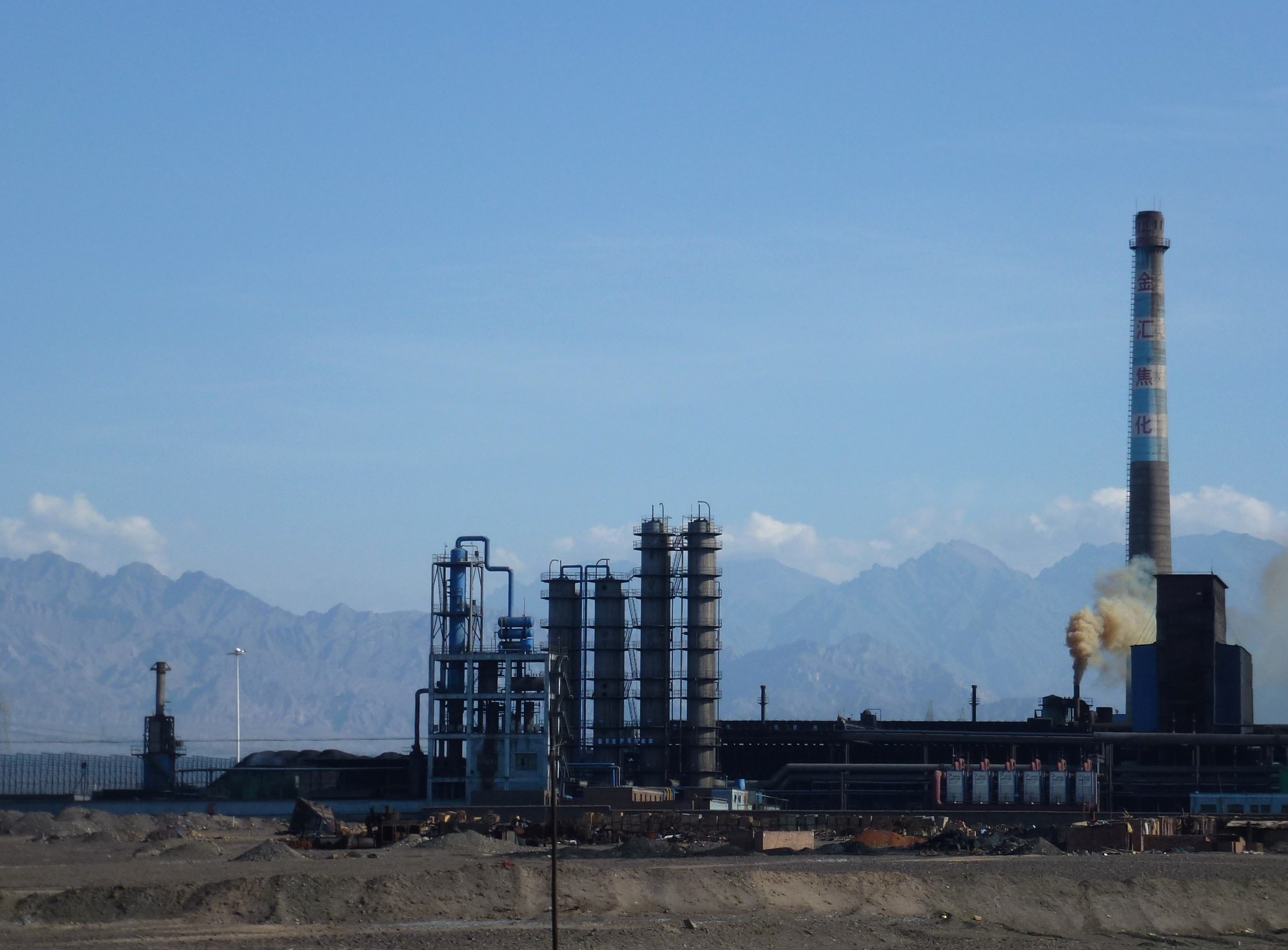
Exploitation du charbon dans le bassin de Tourfan. Vue partielle. 2012.
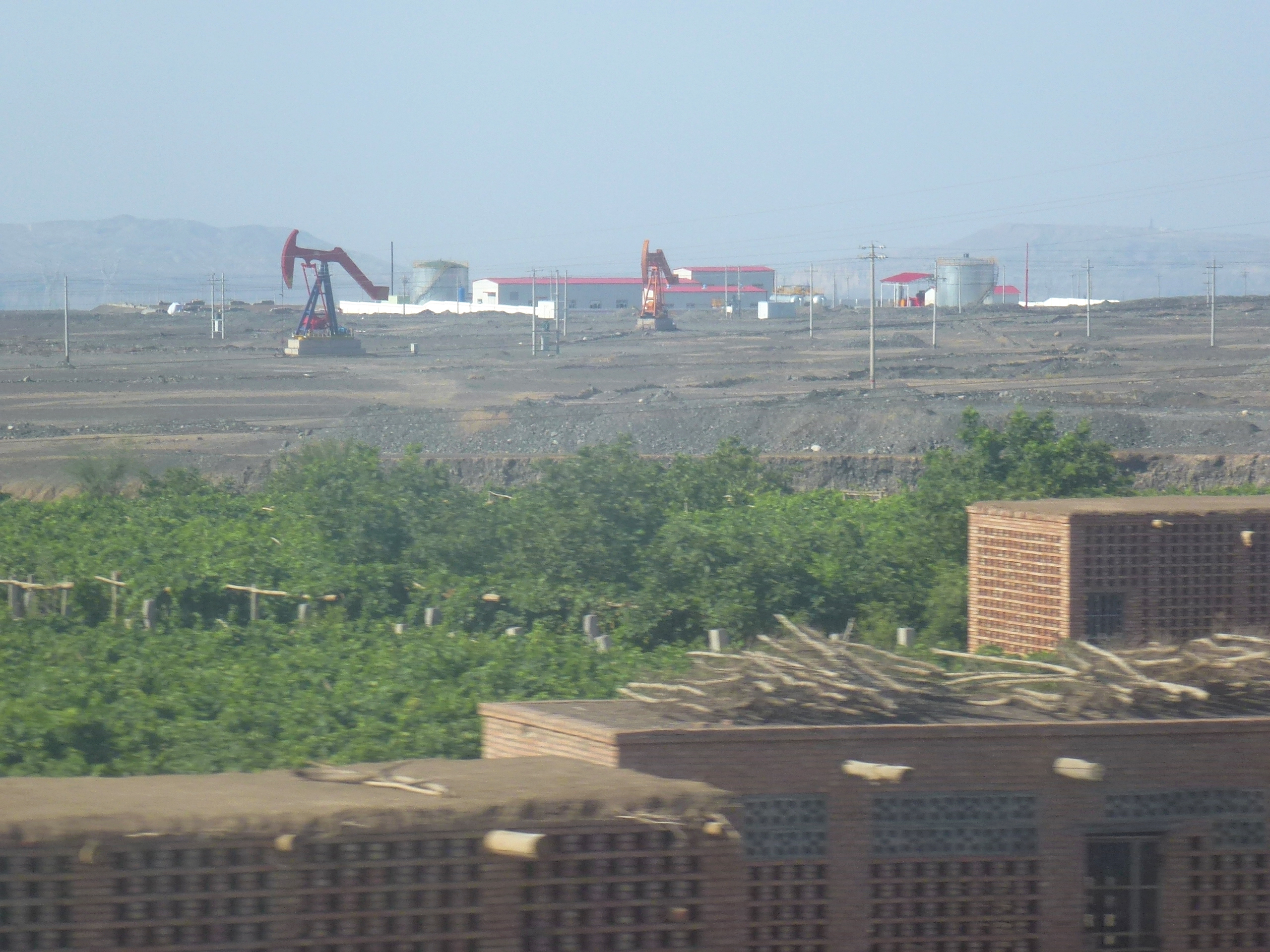
Au premier plan : séchoirs à raisins et leurs vignes. Arrière-plan : exploitation du pétrole. Entre Liuyuan et Turfan. 2012.
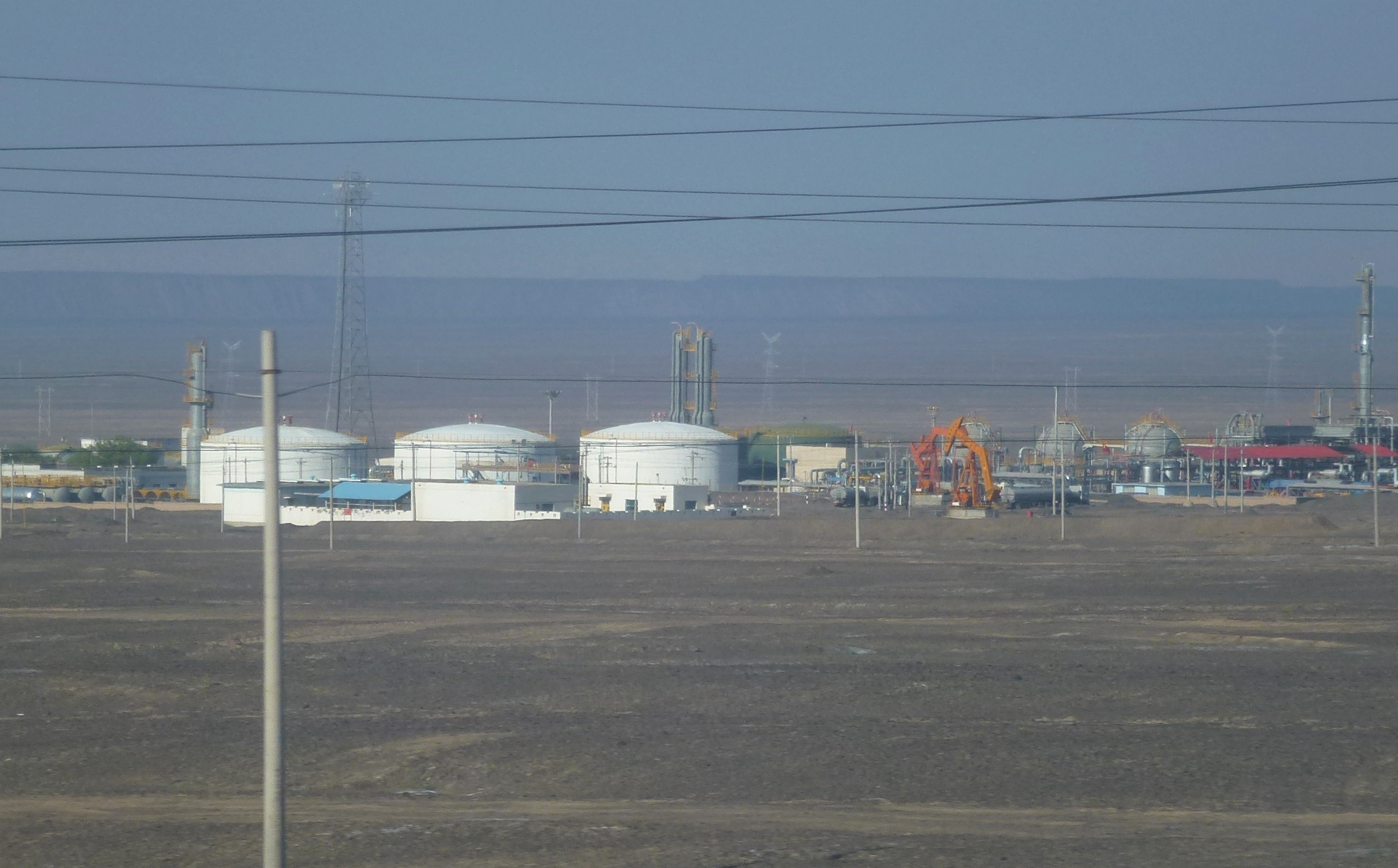
Extraction et exploitation du pétrole et de ses dérivés entre Liuyuan et Tourfan, Xinjiang. 2012.
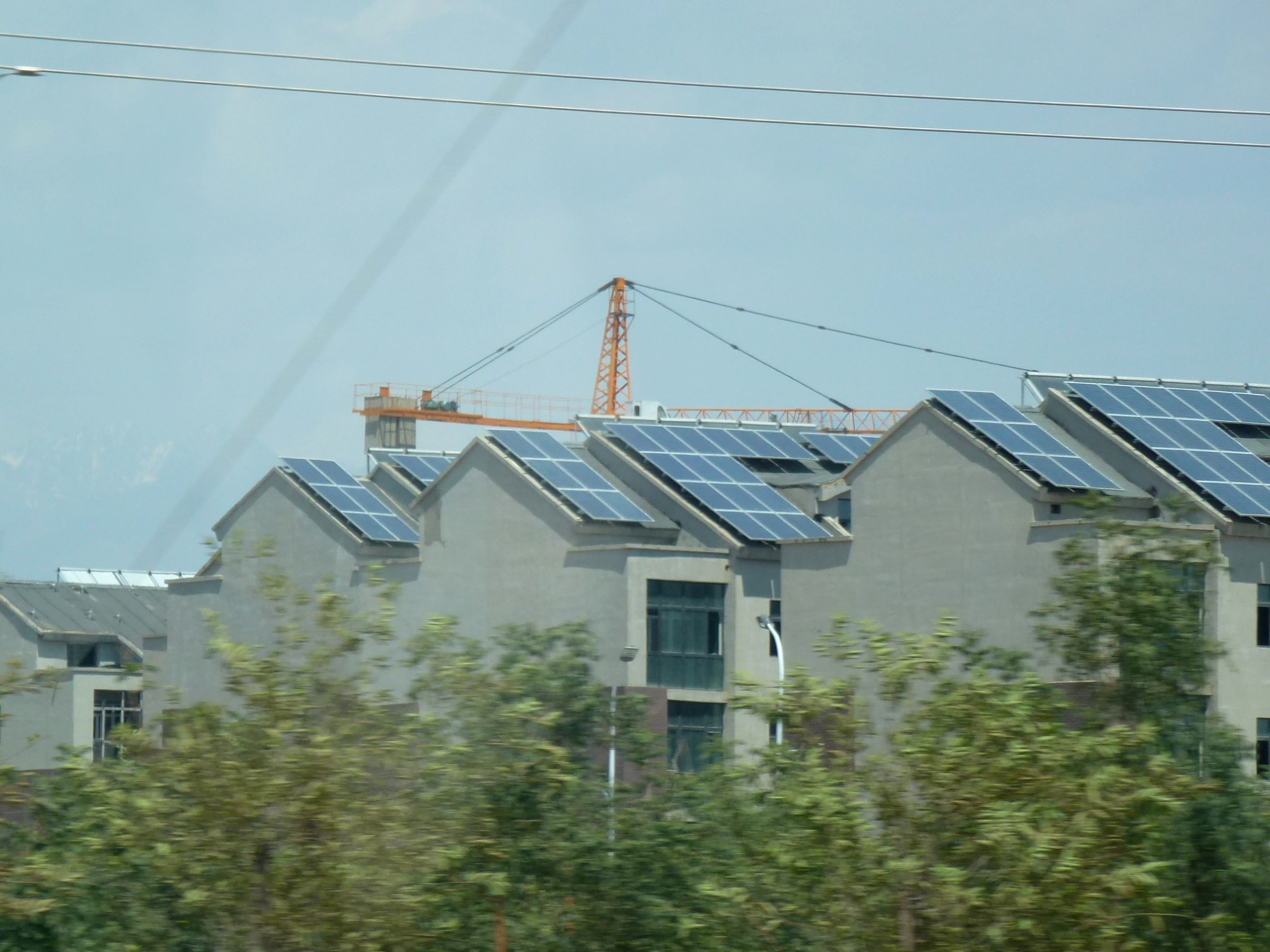
Habitats urbains en construction, les toits sont tapissés de panneaux solaires photovoltaïques, banlieue de Tourfan. Juillet 2012.
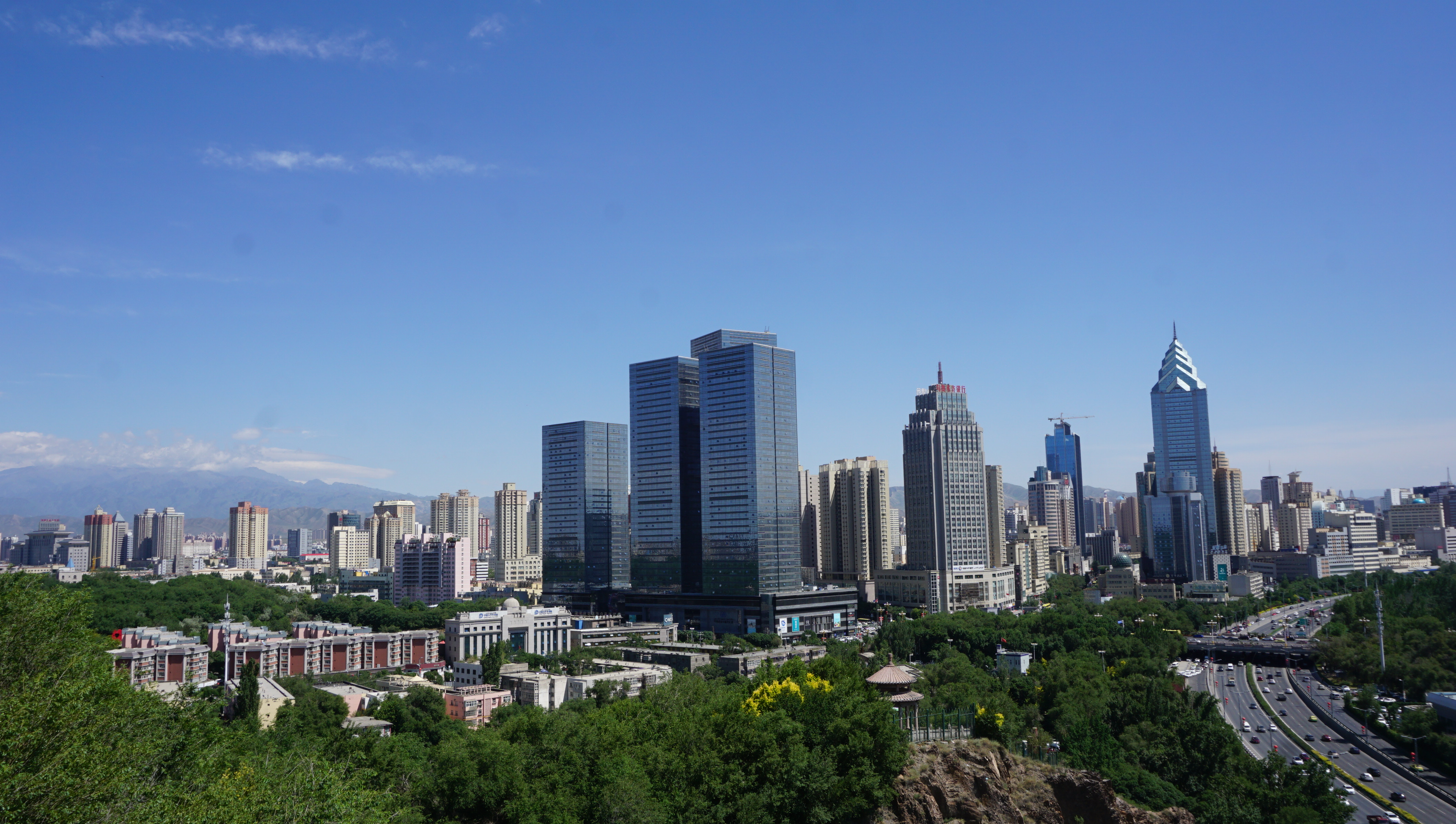
Vue sur Urumqi, capitale du Xinjiang, en 2019.
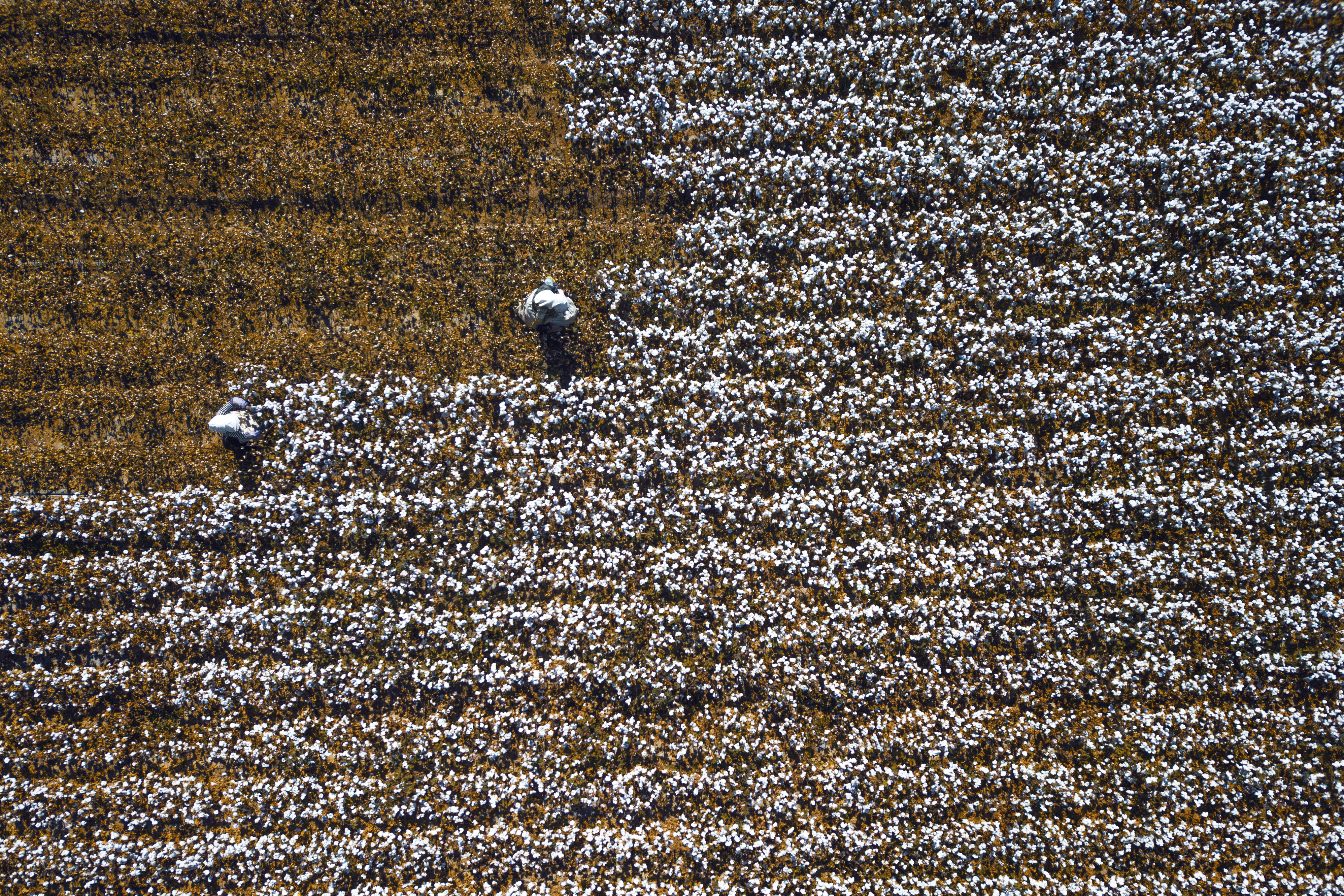
Récolte du coton au Xinjiang, septembre 2017.

Le Xinjiang est réputé pour ses produits agricoles, en particulier le coton. Le Xinjiang produit 85 pour cent du coton chinois et 20 pour cent du coton mondial. Il produit aussi du blé, des raisins, des melons, des poires, de la soie, des noix, des moutons.
La région dispose également de ressources minérales, dont du pétrole, mais aussi plomb, zinc, cuivre, fer, charbon, uranium, sel, or, ainsi que des gisements éoliens.
À la fin du XIXe siècle, la région produisait déjà de la soude, du borax, de l'or, des jades et du charbon. Ses produits agricoles tels que les raisins, les melons, la soie sont célèbres en Chine impériale depuis au moins les Tang. Le jade du Xinjiang est travaillé depuis la Préhistoire, mais a été remis à l'honneur à l'occasion des Jeux olympiques d'été de 2008, pour les médailles.
Le PIB de la région était d'environ 28 milliards de dollars en 2004 puis soixante en 2008, notamment en raison de la politique chinoise de développement de ses régions ouest. Son PIB par habitant est 19 893 yuans (2 864 $)[Quand ?]. Son taux de croissance était de 10,5 % en 2010.
L'extraction de pétrole et de gaz naturel dans la région d'Aksou et de Karamay, en forte hausse, représente environ 60 % de l'économie locale.
Ses exportations ont été de 19,3 milliards de dollars, pour des importations de 2,9 en 2008. En effet, le Xinjiang est la deuxième région pétrolière du pays avec 30% des réserves de pétrole prouvées du pays. En 2001, les gisements ont permis d'extraire 14,7 milliards de barils. Pour le gaz, la région fournit également un tiers de la production nationale de gaz naturel du pays, ce qui équivaut à 3 100 milliards de mètres cubes.
La Chine a ouvert sa première zone franche à Khorgos, à la frontière avec le Kazakhstan. Horgos est le premier port continental de l'ouest chinois, permettant un bon accès au marché des pays d'Asie centrale. D'autres zones franches ont été ouvertes autour de Bole, Shihezi, Tacheng, Urumqi et Yining.
De larges pans de l'économie appartiennent aux bingtuans (« brigades militaires » ou CPCX), structures contrôlées par l'armée chinoise créées en 1954. Les CPCS rassemblent 1,9 million d'habitants, possèdent 1 500 groupes industriels, commerciaux ou de construction, deux universités, un tiers des surfaces cultivées, représentent un quart de la production industrielle, plus de la moitié des exportations. Les bingtuans sont des leaders mondiaux du ketchup.
Entre Ürümqi et Tourfan, ainsi qu'à proximité de Yining se trouvent deux grandes concentrations d'éoliennes.
Jusqu'en 2015, le gouvernement central a prévu d'investir chaque année au Xinjiang quatre cents milliards de yuans (quarante-cinq milliards d'euros). L'équivalent du PNB annuel de la région, à peu de chose près.

#### Histoire et société ancienne, art ancien

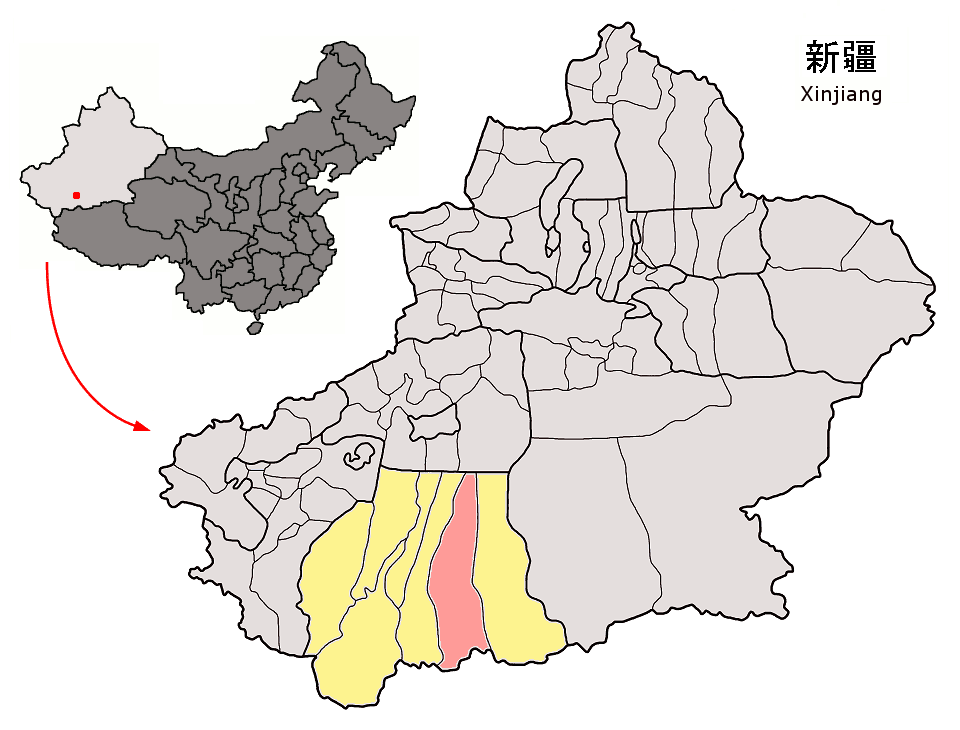
Site de la vallée du fleuve Keriya.